# Lovitura de stat din Brazilia din 1964
Lovitura de stat din Brazilia din 1964 (în portugheză Golpe de estado no Brasil em 1964) a constat în îndepărtarea președintelui brazilian João Goulart⁠(d) printr-o lovitură de stat militară între 31 martie și 1 aprilie 1964, punând capăt celei de-a patra republici braziliene (1946–1964) și inițiind dictatura militară braziliană (1964–1985). Lovitura de stat a luat forma unei rebeliuni militare, declararea vacantării postului de președinte de către Congresul Național la 2 aprilie, formarea unei junte militare (Comandamentul Suprem al Revoluției) și exilarea președintelui la 4 aprilie. În locul acestuia, Ranieri Mazzilli⁠(d), președintele Camerei Deputaților, a preluat funcția până la alegerea de către Congres a generalului Humberto de Alencar Castelo Branco⁠(d), unul dintre principalii lideri ai loviturii de stat.
Ales în mod democratic vicepreședinte în 1960, Jango, așa cum era cunoscut Goulart, a preluat puterea după demisia președintelui Jânio Quadros⁠(d), în 1961, și după Campania pentru legalitate⁠(d), care a învins o tentativă de lovitură de stat militară pentru a împiedica învestirea sa. În timpul guvernării sale, criza economică și conflictele sociale s-au adâncit. Mișcările sociale din diverse medii – politic, sindical, țărănesc, studențesc și militar (grade militare mici) – au pledat pentru reforme de bază, propuse tot de președinte. Acesta s-a confruntat cu o opoziție tot mai mare în rândul elitelor, a clasei de mijloc urbane, a unei mari părți dintre oficiali, a Bisericii Catolice și a presei, fiind acuzat de amenințarea ordinii legale și de conivență cu comunismul, haosul social și prăbușirea ierarhiei militare. De-a lungul mandatului său, Goulart s-a confruntat cu numeroase eforturi de presiune și destabilizare a guvernului său, precum și cu comploturi pentru a-l răsturna. Relațiile Braziliei cu Statele Unite s-au deteriorat, iar guvernul american s-a aliat cu forțele de opoziție și cu eforturile acestora, sprijinind lovitura de stat. Goulart a pierdut sprijinul centrului, nu a reușit să aprobe reformele de bază în Congres, iar în etapa finală a guvernului său s-a bazat pe presiunea exercitată de mișcările reformiste pentru a învinge rezistența Legislativului, ceea ce a dus la apogeul crizei politice în martie 1964.
La 31 martie, în Minas Gerais a izbucnit o rebeliune condusă în comun de militari și câțiva guvernatori. Militarii loiali și rebelii au trecut la luptă, dar Goulart nu dorea un război civil. Inițial, loialiștii au avut puterea, dar odată cu apariția dezertărilor în masă, situația militară a președintelui s-a deteriorat și acesta a călătorit succesiv de la Rio de Janeiro la Brasilia, Porto Alegre, interiorul Rio Grande do Sul și Uruguay. Puciștii au controlat cea mai mare parte a țării până la sfârșitul lui 1 aprilie, iar Rio Grande do Sul pe 2 aprilie. Congresul i-a declarat postul vacant în timp ce se afla încă pe teritoriul Braziliei, în zorii zilei de 2 aprilie. Mișcările de apărare a mandatului său, cum ar fi un apel la grevă generală, au fost insuficiente. În timp ce o parte a societății a salutat autointitulata „revoluție”, o alta a fost ținta unei puternice represiuni. Clasa politică se aștepta la o revenire rapidă la un guvern civil, dar în anii următori s-a consolidat dictatura autoritară, naționalistă și aliniată politic cu Statele Unite.
Istoricii, politologii și sociologii au dat numeroase interpretări acestui eveniment, care a reprezentat atât implantarea dictaturii militare, cât și ultima dintre numeroasele crize politice ale celei de-a patra Republici braziliene, cu adversari asemănători, ca în 1954, 1955 și 1961. În context internațional, lovitura de stat a făcut parte din Războiul Rece din America Latină și a avut loc în același timp cu alte câteva lovituri de stat militare din regiune.

## Terminologie

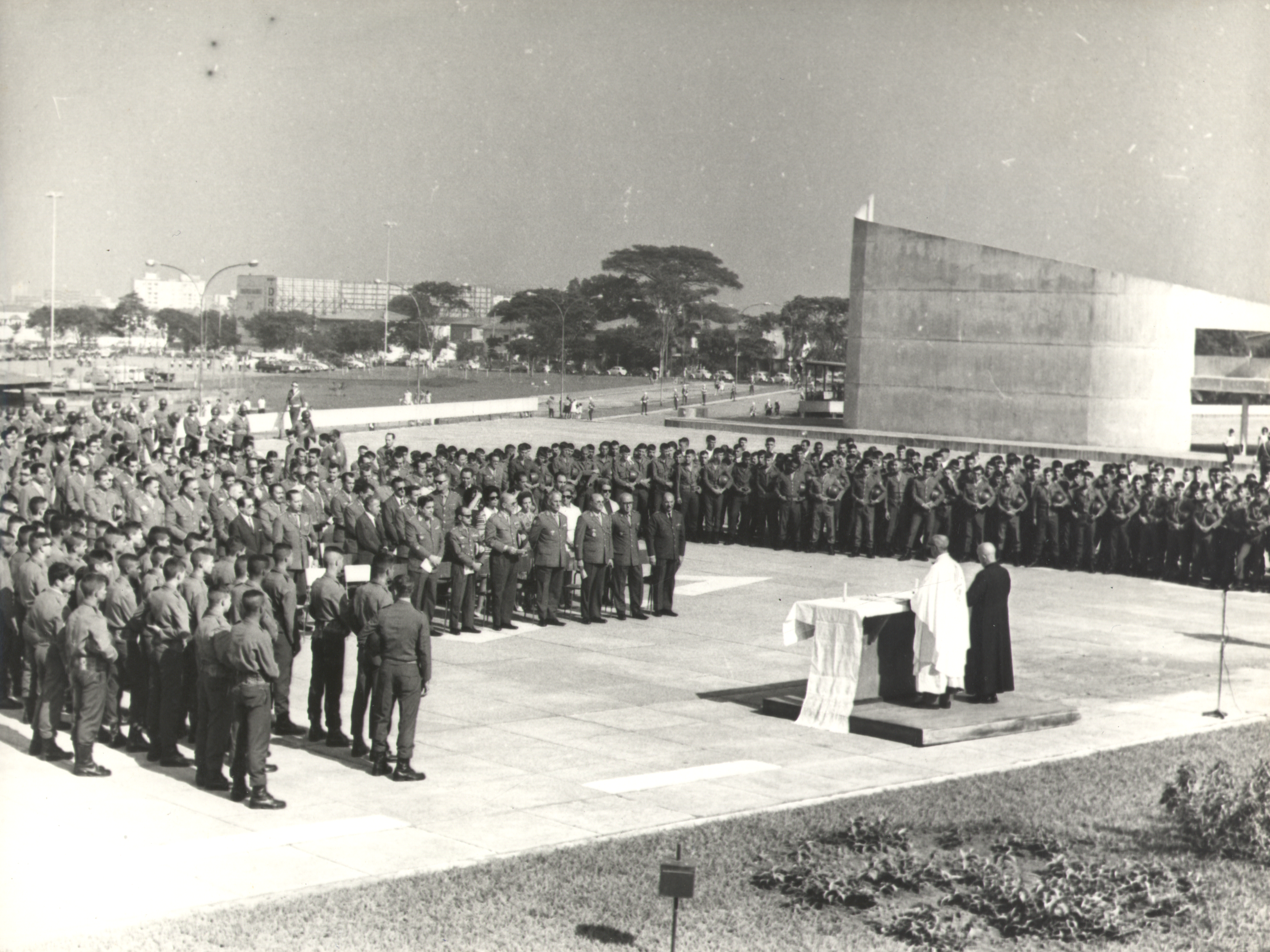
În 1970, presa înregistrează aniversarea „revoluției”

După preluarea mandatului, Castelo Branco a definit procesul care l-a adus la putere: „Nu este o lovitură de stat, ci o revoluție”. Termenul „revoluție” apare și în primul Act Instituțional (AI-1). Acest concept de revoluție este mai mult inspirat de pronunciamentos, cu răsturnarea unui guvern și pretenția de a reafirma suveranitatea populară, decât de o ruptură radicală cu ordinea stabilită, ca în Revoluția Rusă din 1917. A rămas în uz în cazărmi în timpul și după dictatură. Cu toate acestea, pentru Ernesto Geisel⁠(d), ceea ce s-a întâmplat nu a fost o revoluție, pentru că o revoluție este în favoarea unui ideal și mișcarea din 1964 a fost doar „împotriva lui Goulart, împotriva corupției și împotriva subversiunii”. Gilberto Freyre⁠(d) a lăudat ceea ce s-a întâmplat drept „o „revoluție albă”,  promovând ordinea politică și socială”.
Istoriografia actuală folosește termenul de „lovitură de stat” pentru acest proces. A avut loc o luare în captivitate a organelor de stat prin forță militară, iar noii deținători ai puterii erau deasupra ordinii juridice anterioare. Acest lucru poate fi observat în preambulul AI-1 — „procesele constituționale nu au funcționat pentru a înlătura guvernul”, iar „revoluția victorioasă editează normele juridice fără a fi limitată în acest sens de normativitatea anterioară victoriei sale”. Preluarea puterii are loc și într-o revoluție, dar în sensul ei modern aceasta este urmată de „schimbări profunde în sistemul politic, social și economic”. Ceea ce s-a întâmplat în Brazilia a fost definit ca apărarea ordinii stabilite împotriva dezordinii. Termenul de contrarevoluție este folosit de unii ofițeri militari și academicieni, cu conotații atât pozitive, cât și negative. Există, de asemenea, termenul de „contra-lovitură”. Respingerea termenului de „lovitură de stat”, în sens favorabil evenimentului, existent în discursul politic actual, este evaluată ca revizionism sau negaționism.
Clasificarea loviturii de stat drept „civil-militară” este larg răspândită și nu este recentă. Unul dintre primii autori care a folosit-o a fost René Armand Dreifuss⁠(d), în 1981; cu toate acestea, termenul a fost folosit în sensul de „economico-militară”, referindu-se la anumiți civili, și nu în mod generic la civili, precum și la non-militari. Din 1976, mai mulți autori au numit evenimentul „mișcare” sau „lovitură”, „politico-militară”, „economico-militară” sau „civil-militară”. Termenul „Civil-militar” este folosit pentru că civilii nu numai că au susținut, dar au și efectuat lovitura de stat. Importanța relativă a armatei a fost mai mare în etapele finale și în realizarea loviturii de stat. Aceasta nu putea începe decât cu desfășurarea de trupe. Puterea de foc, armamentul disponibil, vehiculele utilizate și dimensiunea trupelor erau considerate importante și pur militare, deși nu a existat nicio luptă. 

## Context

### Politic

Campania electorală a lui Jânio Quadros în 1960

Perioada democratică care a început în 1946, după înlăturarea lui Getúlio Vargas, a fost marcată de opoziția dintre naționaliști și liberal-conservatori, divizați de atitudinea lor față de investițiile străine, de alinierea cu Statele Unite și de intervenția statului în economie și în relațiile de muncă. În trei momente - 1954, o dată cu sinuciderea lui Getúlio Vargas, 1955, la contralovitura de stat a mareșalului Lott, și 1961, o dată cu demisia lui Jânio Quadros⁠(d) - unii militari și politicieni din blocul liberal-conservator au încercat lovituri de stat, creând crize grave care s-au apropiat de un război civil, dar nu au avut suficient sprijin în societate și în cadrul forțelor armate. În 1964, conflictul a fost între aceleași blocuri, dar lovitura de stat a găsit o bază suficientă pentru a reuși. Având în vedere încercările anterioare de lovitură de stat, ceea ce s-a întâmplat în 1964 nu a fost doar rezultatul situației imediate.
Cele trei partide mari erau Partidul Muncitoresc Brazilian (PTB), Uniunea Națională Democrată (UDN) și Partidul Social Democrat (PSD). PTB reprezenta moștenirea sindicală a lui Vargas, PSD s-a născut din mașinăria politică a lui Vargas, iar UDN provenea din opoziția față de Vargas. Tendința de urbanizare din ce în ce mai mare a țării a extins treptat voturile către PTB. PTB și PSD au fost aliați în cea mai mare parte a perioadei[17] UDN a reprezentat dreapta, PTB a înclinat spre stânga, iar PSD s-a situat la centru[18].
Alegerile din 1960 l-au instalat ca președinte pe Jânio Quadros⁠(d), susținut de UDN, dar poziționându-se deasupra partidelor, și, ca vicepreședinte, pe João Goulart⁠(d), din partea PTB. Jânio și Jango au fost pe liste opuse, deoarece în sistemul electoral de la acea vreme președintele și vicepreședintele erau votați separat. Odată ajuns la putere, Jânio s-a izolat și, după o scurtă perioadă de timp în funcție, a demisionat în august 1961, probabil într-o manevră politică pentru ca demisia să-i fie refuzată și să revină întărit în funcție. El a contat pe respingerea puternică în rândul militarilor a vicepreședintelui său, care se afla într-o călătorie în China. Jânio era popular în rândul militarilor, iar Jango era un vechi inamic. În 1954, când Goulart era ministrul Muncii al lui Vargas, era deja considerat foarte de stânga și a fost demis din funcție din cauza Manifesto dos Coronéis.
Manevra lui Jânio a eșuat, iar demisia sa a fost acceptată. Dar respingerea lui Goulart s-a materializat în veto-ul celor trei miniștri militari, printre care și Odílio Denys, ministrul de război, la întoarcerea sa în țară și la învestirea în funcție. Leonel Brizola⁠(d), guvernatorul statului Rio Grande do Sul, a respins veto-ul, declanșând Campania pentru Legalitate. El a primit un sprijin larg în întreaga țară, iar generalul José Machado Lopes, comandantul Armatei a treia, s-a alăturat cauzei succesiunii constituționale. Atât stângiștii, cât și conservatorii au format o coaliție care se opunea miniștrilor militari. Conservatorii au conceput o soluție la criză: Jango urma să preia funcția, dar sub o nouă Republică Parlamentară, în care puterile sale erau reduse.
Următoarele alegeri prezidențiale au fost programate pentru 1965. Cei mai puternici pre-candidați erau Juscelino Kubitschek, din partea PSD, și Carlos Lacerda⁠(d), guvernator al Guanabara și opozant convins, din partea UDN. Cele mai bune opțiuni ale PTB ar fi fost Brizola sau Goulart însuși, dar legea nu permitea realegerea sau candidatura rudelor (Brizola era cumnatul lui Jango).

### Socio-economic

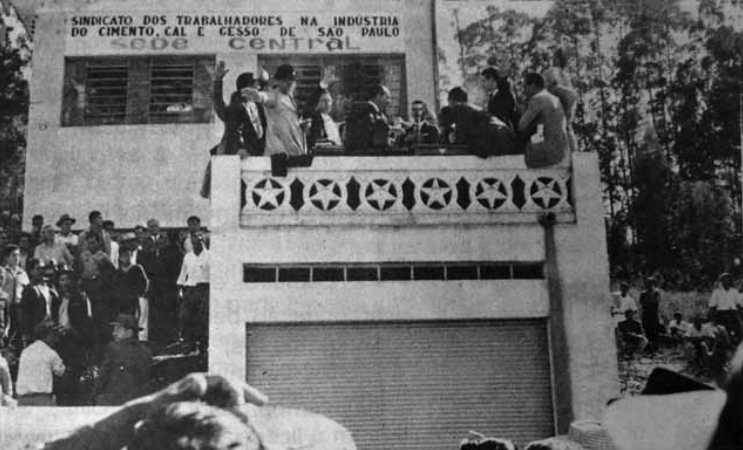
Adunare în timpul unei greve în São Paulo în 1962

Atât Jânio, cât și Jango au moștenit de la Juscelino Kubitschek (JK) o economie bine modernizată, dar dezechilibrată, și nu au reușit să depășească dificultățile economice braziliene de la începutul anilor 1960, în special creșterea inflației și deficitul balanței de plăți. Inflația a crescut de la 30,5% în 1960 la 79,9% în 1963 și 92,1% în 1964. PIB-ul Braziliei a crescut cu 8,6% în 1961 și cu doar 0,6% în 1963. Atât clasa de mijloc, cât și muncitorii erau îngrijorați de erodarea salariilor lor. Eșecul depășirii crizei economice s-a datorat în parte presiunii exercitate de grupurile de interese interne (muncitori și întreprinderi) și externe. Creșterea costului vieții a stimulat organizarea și activitatea sindicalismului. În perioada 1961-1963 au avut loc 430 de greve, față de numai 180 în perioada 1958-1960. Comandamentul General al Muncitorilor (CGT), care a apărut în afara legislației sindicale, a organizat „primele greve de natură explicit politică din istoria Braziliei”.
Potrivit unui raport al Institutului Internațional de Cercetare a Politicilor Alimentare, au existat penurii de alimente, ceea ce a dus la creșterea inflației și a atras atenția asupra mediului rural. Țara era mai agrară decât în prezent: la recensământul din 1960, doar 44,67% din populație locuia în orașe. În sud-estul Braziliei, această cifră ajungea la 57%, iar în nord-est, la doar 33,89%. Exista o mare concentrare a terenurilor. Nivelul tehnologic era învechit. Mobilizarea socială a ajuns și în mediul rural, unde au avut loc invazii de terenuri și conflicte violente. Ligile țărănești, concentrate în nord-est, au atins apogeul și s-au radicalizat, cerând „reformă agrară prin lege sau prin forță” în locul căii moderate propuse de Partidul Comunist Brazilian (PCB). Au intrat în declin după 1963, din cauza regularizării sindicalizării rurale de către guvern și a organizării sindicatelor de către Biserica Catolică și PCB.
Perioada a fost martora unei intense „mobilizări populare”. Sindicaliștii și membrii Ligilor s-au alăturat altor membri ai stângii. Aceștia erau eterogeni, dar aveau în comun cererea de reforme de bază - „bancare, fiscale, administrative, urbane, agrare și universitare” - „pe lângă extinderea dreptului de vot la analfabeți și subofițeri ai Forțelor Armate”, legalizarea PCB, Politica Externă Independentă, „controlul capitalului străin și monopolul de stat asupra sectoarelor strategice ale economiei”. Stânga era suspicioasă față de Goulart, și ambele părți au căutat să se alieze pentru reforme, dar considerându-se în continuare autonome. Președintele a fost aspru criticat de stânga, care a respins eforturile sale de conciliere.
În cadrul Forțelor Armate, mișcările subordonaților militari, cum ar fi sergenții și marinarii, s-au confruntat cu ofițerii în legătură cu revendicările interne, cum ar fi dreptul de a candida la alegeri și căsătoria, și au militat, de asemenea, pentru reforme. Au existat intelectuali organizați, iar unii catolici au format Acțiunea Populară. Studenții au militat în cadrul Uniunii Naționale a Studenților (UNE). PCB a fost bine organizat și a avut succes în sindicate în cooperare cu PTB. Leonel Brizola s-a remarcat în cadrul clasei politice, și-a atras faima prin exproprierea companiilor americane și a avut mulți adepți. El a unificat grupurile în favoarea reformelor de bază în Frontul de Mobilizare Populară și și-a mobilizat baza politică în Grupos dos Onze.
În cadrul opoziției, a fost importantă ascensiunea Institutului Brazilian de Acțiune Democratică (IBAD), legat de Central Intelligence Agency (CIA), și a Institutului de Cercetare și Studii Sociale (IPES), care a reunit „crema comunității de afaceri braziliene”. Mai mult decât să facă propagandă ideologică, aceste organizații au fost un centru de conspirație.

### Internațional

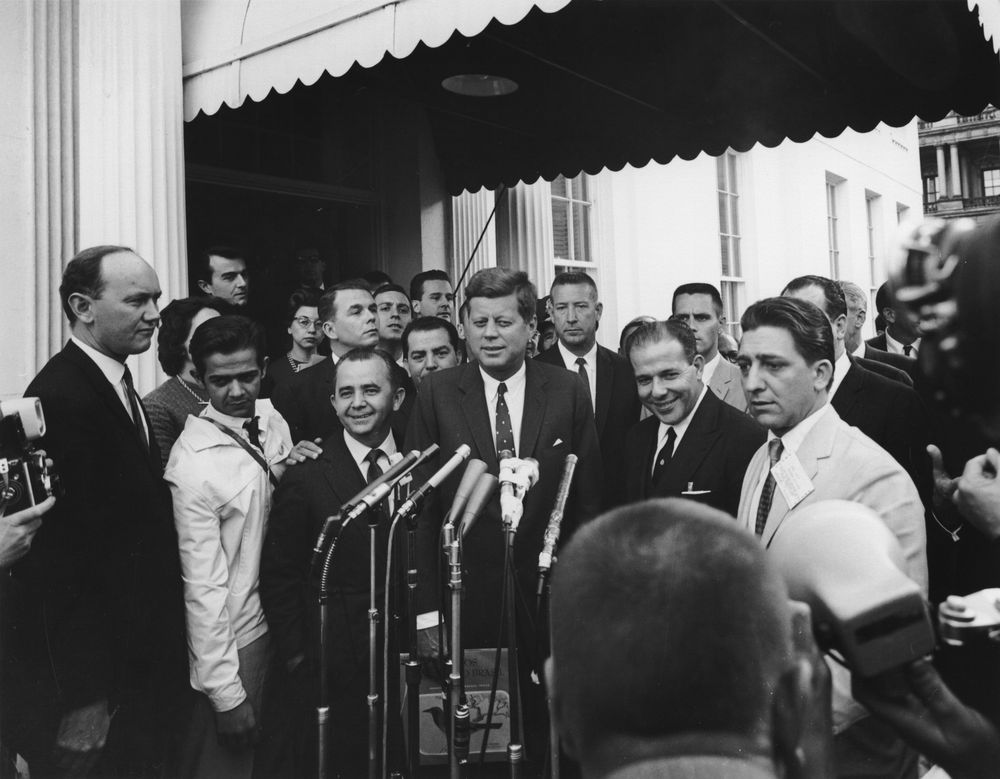
John F. Kennedy, președintele SUA, și João Goulart vorbind cu presa

America Latină se afla în sfera de influență a Statelor Unite, dar în anii '50 nu era considerat un lucru foarte important. În contextul Războiului Rece, guvernul american lupta împotriva extinderii influenței Uniunii Sovietice prin politica de izolare și era supus unor presiuni interne pentru a avea o politică externă dură. În practică, în America Latină, chiar și guvernanții reformiști, dar nemarxiști, precum Goulart, puteau fi ținta presiunilor americane, care se manifestau prin stimulente economice sau sprijin pentru lovituri de stat.
Revoluția Cubaneză din 1959 a adus America Latină în centrul atenției și a adus în prim plan obiectivul de a evita repetarea ei în restul regiunii. Odată cu Criza rachetelor cubaneze, în 1962, echilibrul de forțe din regiune s-a înclinat în favoarea SUA în detrimentul URSS, permițând o atitudine mai dură față de guvernele din America Latină. De asemenea, a apărut Alianța pentru Progres, un nou program de asistență economică care ar fi trebuit să prevină o nouă Cubă prin sprijinirea democrației, a reformelor (cum ar fi reformele agrare) și depășirea subdezvoltării. Politica americană față de regiune nu a materializat această idee. Loviturile de stat militare, cum ar fi cele din Argentina și Peru, în 1962, și din Guatemala și Ecuador, în 1963, au avut loc ca fenomen internațional, iar guvernele autoritare instalate au fost recunoscute de SUA. Obiectivul de a preveni noi guverne socialiste și comuniste în regiune a fost astfel atins.
Comuniștii din America Latină au fost influențați de evoluțiile din blocul socialist, cum ar fi destalinizarea, divizarea sino-sovietică și revoluția cubaneză. Partidele comuniste aflate sub influența sovietică, cum ar fi PCB, au trecut printr-o criză din cauza zădărnicirii credinței lor că vor urma în mod pașnic exemplul cubanez. Guvernul lui Fidel Castro era aliat cu sovieticii la nivel internațional, dar susținea lupta armată. Blocul socialist era, de asemenea, relevant ca ipotetică sursă de creditare și sprijin economic alternativă la Statele Unite, deși nu ar fi putut să-i înlocuiască pe americani în cazul unei rupturi. Blocul avea activități de spionaj pe continent, inclusiv în Brazilia, prin intermediul StB cehoslovac, dar a fost luat prin surprindere de lovitura de stat.

## Guvernarea lui João Goulart

### 1961–1962

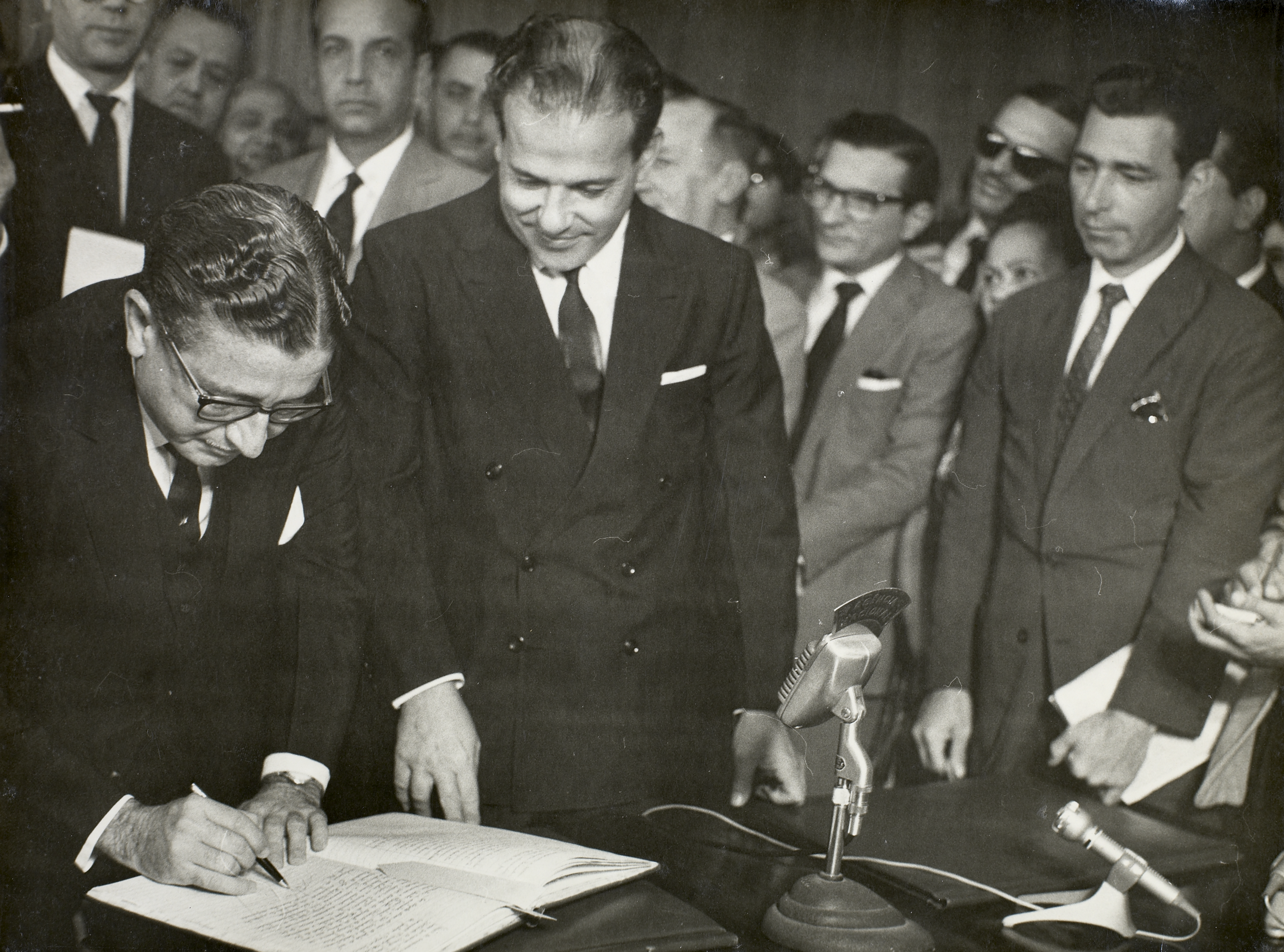
João Goulart în 1963

Jango a preluat funcția în septembrie 1961. În politica externă, a continuat Politica Externă Independentă, extinzând relațiile cu blocul socialist și opunându-se sancțiunilor propuse de SUA împotriva Cubei. Această politică externă nu accepta cerința alinierii la SUA sau la Uniunea Sovietică. Chiar și așa, negocierile cu SUA au fost importante din cauza datoriei externe și a reglementării capitalului străin.
Pe plan intern, prioritară a fost, încă de la început, recuperarea deplină a puterilor prezidențiale reduse prin introducerea parlamentarismului. Pentru a face acest lucru, Goulart ar fi trebuit să facă presiuni asupra Congresului pentru a reveni asupra Actului adițional parlamentar, eventual cu ajutorul unei adunări constituante, sau să devanseze plebiscitul programat pentru 1965, în care sistemul de guvernare ar fi fost supus consultării populare. Coaliția antiparlamentaristă era largă, deoarece chiar și cei care se opuneau președintelui doreau o revenire la sistemul prezidențial. Printr-un puternic sindicalism, presiuni militare și politice, în septembrie 1962, Congresul a devansat consultarea populară pentru ianuarie 1963.
În octombrie, au avut loc alegeri pentru Congres și pentru unsprezece guverne statale. În funcție de analiză, „corelația de forțe în Congres s-a schimbat puțin” sau „rezultatul scrutinului a adus victoria candidaților de stânga, reformiști și muncitori.” IBAD, susținut de companii multinaționale, a finanțat campaniile a nenumărați candidați din opoziție. Finanțarea a fost controversată și a fost investigată de o comisie de anchetă parlamentară; în anul următor, președintele a închis Institutul. În 1977, Lincoln Gordon a recunoscut finanțarea americană a opoziției în alegeri.

### 1963–1964

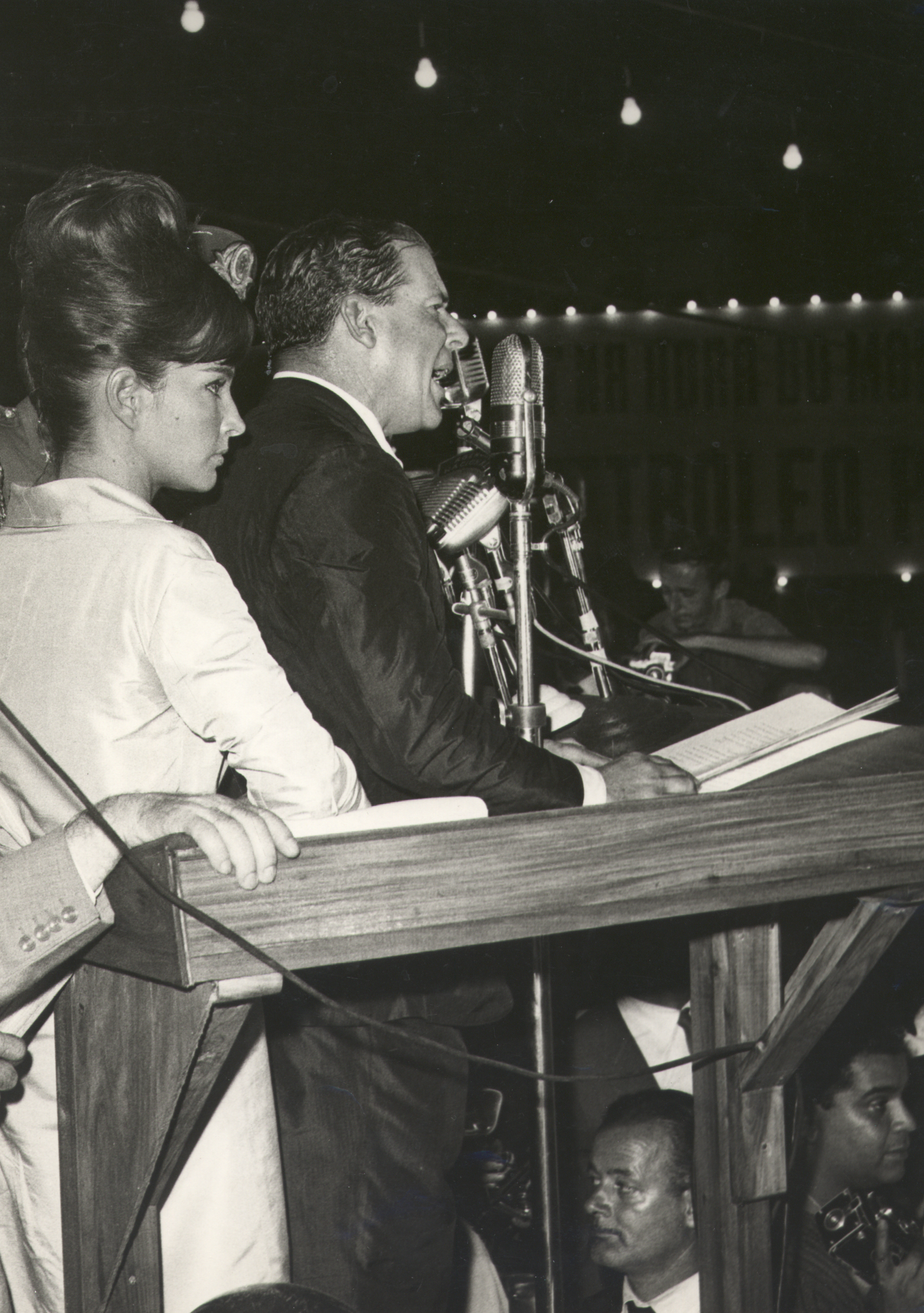
Jango la adunare electorală

Prezidențialismul a câștigat cu o marjă mare în 1963, iar Goulart a avut parte de un „nou început”, cu puteri depline. A intenționat să realizeze reformele de bază, dar reforma agrară a fost înfrântă în Congres, iar posibilitatea de a vota celelalte reforme a fost dificilă. Fricțiunile dintre puterea executivă și cea legislativă au crescut, deoarece dreapta s-a opus reformelor, iar stânga a cerut implementarea imediată a acestora. Sprijinul PSD s-a pierdut pe tot parcursul anului 1963. Procentul de proiecte de lege adoptate a scăzut la 7% în 1963, de la 13 până la 15% în 1959-1962. Cu toate acestea, pe tot parcursul mandatului lui Goulart, acesta a reușit totuși să aprobe unele inițiative importante. Între timp, în economie, Planul Trienal, propus pentru a face față crizei, a necesitat un pact social cu muncitorii și oamenii de afaceri pentru a limita salariile, creditele, prețurile și cheltuielile guvernamentale. După câteva luni, planul a fost abandonat din lipsă de sprijin politic, iar criza a continuat.
În septembrie, eforturile sergenților din Forțele Navale și din clee Aeriene au fost zădărnicite de Curtea Supremă Federală (STF), care a reafirmat neeligibilitatea categoriei lor în Legislativ. Aceștia au lansat o revoltă armată la Brasilia, dar au fost înfrânți rapid de garnizoana armatei, având loc unele lupte. Mișcarea sergenților a stârnit simpatie din partea stângii, dar din punct de vedere politic a fost grav afectată. Presa a devenit foarte critică la adresa președintelui. În luna următoare, Carlos Lacerda a acordat un interviu pentru Los Angeles Times și a discutat despre posibilitatea unei lovituri de stat militare împotriva lui Goulart. Miniștrii militari au fost indignați. Jango a cerut Congresului să instituie starea de urgență, dar a fost puternic criticat atât de stânga, cât și de dreapta și a retras cererea. Guvernul său a fost astfel slăbit.
La sfârșitul anului 1963, după eșecul ultimelor încercări de reconstituire a unei baze în centrul spectrului politic, președintele a reluat legătura cu stânga. La sfârșitul lui februarie 1964, a optat definitiv pentru confruntare, crezând în forța stângii. Mitingul reformelor⁠(d) din data de 13 martie, și mesajul prezidențial către Congres, din 15 martie, au marcat sfârșitul concilierii. Președintele avea un program de mitinguri până la 1 mai, care urma să coincidă cu o grevă generală, pentru a face presiuni asupra Congresului să adopte reformele. Reacția opoziției a fost, de asemenea, puternică. Pe 15, guvernatorul din São Paulo, Ademar de Barros⁠(d), a cerut destituirea președintelui și a chemat populația în stradă; pe 20, opoziția a organizat Marșul Familiei cu Dumnezeu pentru Libertate. În cadrul Forțelor Navale, conflictul dintre autorități și subordonați a culminat, pe 25, cu revolta marinarilor care au refuzat ordinul de a se prezenta la posturi până când liderii lor arestați nu vor fi eliberați și cererile lor nu vor fi satisfăcute. Stânga i-a susținut pe marinari. Guvernul a acordat amnistia rebelilor, atrăgând indignarea oficialilor, în general, și atacurile din presă. Criza militară era profundă, iar ofițerii refuzau să se îmbarce pe nave. În noaptea de 30, președintele a agravat criza, participând la întâlnirea de la Automóvel Clube cu aceiași subordonați militari.
Acesta avea să fie ultimul act al acelei perioade republicane. Pe 31 martie, generalul Olímpio Mourão Filho⁠(d), șeful Regiunii a 4-a Militare/Divizia de Infanterie (4 RM/DI), a început o ofensivă din Minas Gerais până la Rio de Janeiro pentru a-l înlătura pe președinte. Având în vedere progresul rapid al revoltei și retragerile lui Goulart, pe 4 aprilie acesta se afla în exil în Uruguay.
La 31 martie 2004, documente declasificate de la Washington D.C., publicate online de Arhivele Securității Naționale, au făcut lumină asupra rolului jucat de Statele Unite în succesul loviturii de stat din Brazilia din 1964, care l-a adus la putere pe conducătorul loviturii de stat. Documentele declasificate indică diversele modalități prin care Washingtonul și CIA au colaborat pentru a-i sprijini pe autorii loviturii de stat în vederea înlăturării lui Joao Goulart de la putere. Documentele făcute publice, inclusiv o casetă audio, sugerează angajamentul președintelui american Johnson „de a lua toate măsurile” posibile pentru a sprijini înlăturarea lui Joao Goulart. Documentele declasificate au confirmat metodele CIA cu privire la modul în care, de la distanță, Statele Unite colportau în afacerile unui stat. În mod specific în situația Braziliei, CIA, din documentele sale declasificate, a colportat în afacerile politicii braziliene prin intermediul protestelor de stradă, al Forțelor Civice și al Grupurilor de Rezistență.  
La 27 martie 1964, un angajament între Departamentul de Stat și CIA a scos la iveală un caz în care ambasadorul Statelor Unite în Brazilia, Lincoln Gordon, a cerut Washingtonului să ajute la sprijinirea complotiștilor la lovitura de stat condusă de șeful Statului Major al armatei, generalul Humberto Castello Branco. Gordon era de părere că sprijinirea complotiștilor la lovitura de stat era strategică și ar fi fost benefică pentru Statele Unite în suprimarea comunismului în regiunea Americii de Sud. Opinia lui Gordon derivă direct din relația observată între Partidul Comunist Sovietic și Partidul Comunist Chinez în Asia de Sud, unde sovieticii, prin intermediul Chinei, au influențat geopolitica și au susținut sentimentul comunist în regiunea Asiei de Sud-Est. El vedea Brazilia ca pe o machetă a Chinei, în spatele căreia Statele Unite se puteau ascunde și influența blocul geopolitic dintre națiunile sud-americane. Gordon a exprimat acest lucru astfel: „Dacă influența noastră trebuie să fie pusă în valoare pentru a ajuta la evitarea unui dezastru major aici - care ar putea face din Brazilia China anilor 1960 - aici este locul unde atât eu, cât și toți consilierii mei de rang înalt credem că ar trebui să fie plasat sprijinul nostru”.
Pentru a asigura succesul loviturii de stat, Gordon a recomandat „să se ia cât mai curând măsuri pentru a pregăti o livrare clandestină de arme de origine non-americană, care să fie puse la dispoziția susținătorilor lui Castello Branco din Sao Paulo”. Într-un alt caz, Gordon a recomandat ca aceste arme să fie „pre-poziționate înainte de orice izbucnire a violențelor”, pentru a fi folosite de unitățile paramilitare și de „militarii prieteni împotriva militarilor ostili, dacă este necesar”. Pentru a ascunde rolul SUA, Gordon a recomandat ca armele să fie livrate prin intermediul unui „submarin nemarcat pentru a fi descărcate pe timp de noapte în locuri izolate pe țărmuri din statul Sao Paulo, la sud de Santos”.

## Comploturile

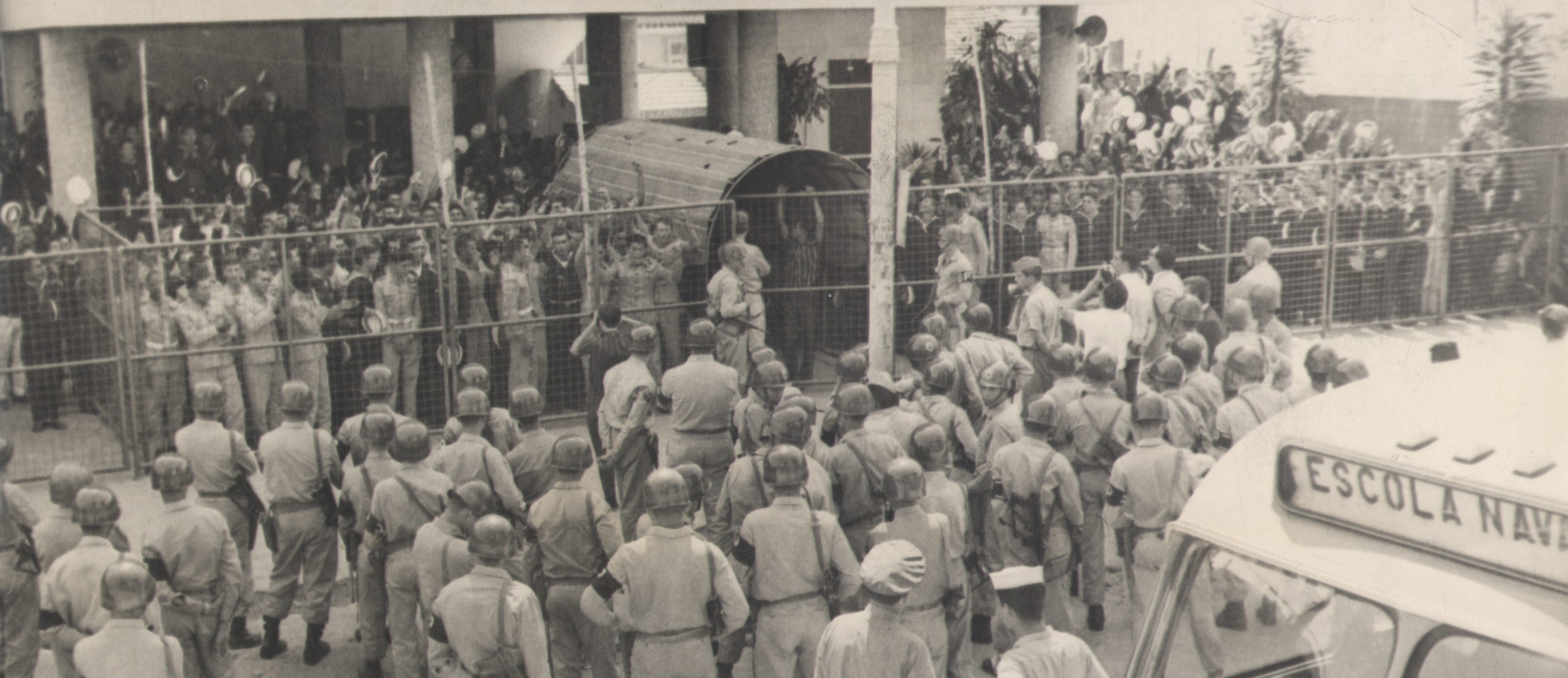
Pușcașii marini se confruntă cu marinarii furioși la Sindicatul Metalurgiștilor din Rio de Janeiro

Pe lângă faptul că s-a confruntat cu o tentativă de lovitură de stat în timpul propriei sale ceremonii de preluare a puterii, Goulart a fost ținta pregătirilor pentru o altă tentativă de lovitură de stat încă de la început. Până la sfârșitul anului 1961, existau deja câteva grupuri conspiraționiste, deși izolate în societate. Conspirația militară a fost descentralizată și slab organizată până în ajunul loviturii de stat. Pe de altă parte, eforturile civile de a slăbi guvernul au fost mai bine articulate, iar destabilizarea sa prealabilă a fost crucială pentru succesul intervenției militare. Conspiratorii militari s-au lovit de „legalismul inerțial” al celor mai mulți ofițeri care nu au vrut să-și riște cariera, iar în ajunul loviturii de stat majoritatea militarilor nu luaseră atitudine.
În martie 1964, stânga radicală a denunțat iminența loviturii de stat, dar aceasta a fost o mare surpriză. Președintele și cercul său erau la curent cu activitatea conspirativă, deși nu au putut identifica focarele acesteia. Serviciul Federal de Informații și Contrainformații (SFICI) a primit mesaje de la conspiratori, dar nu s-a făcut mare lucru, deoarece nu era subordonat direct președintelui, iar Argemiro de Assis Brasil, șeful Cabinetului Militar din 1963 până în 1964, avea o atitudine prea încrezătoare. Pentru a evita o lovitură de stat, guvernul avea ca politică ocuparea comandamentelor cheie cu ofițeri loiali, așteptându-se, în plus, să fie sprijinit de rangurile militare inferioare.
Finanțarea opoziției pentru alegerile din 1962 nu ar fi avut sens dacă lovitura de stat ar fi fost deja decisă, și au existat eforturi de a-l îndepărta pe președinte de stânga eșichierului politic. Conspirația a devenit mai puternică după restaurarea prezidențialismului în ianuarie 1963. După Revolta Sergenților și cererea de stare de urgență la sfârșitul anului 1963, mulți ofițeri au devenit suspicioși cu privire la intențiile președintelui și s-au alăturat conspirației cu un scop „defensiv”. Trecerea PSD în opoziție, la 10 martie 1964, a fost considerată un semnal de către conspiratori, atât civili, cât și militari. Radicalizarea de-a lungul lunii a alimentat presupunerea că președintele va efectua o contralovitură. Parlamentarii au ajuns să fie de acord cu conspiratorii. În memoria militară, evenimentele au condus la aderarea celor indeciși și au format declanșatorul pentru lovitura de stat.

## Factori, motive și interpretări

### Reacția la mișcările sociale
Autori precum sociologul Florestan Fernandes și istoricii Caio Navarro de Toledo, Lucilia de Almeida, Neves Delgado și Jacob Gorender au interpretat lovitura de stat ca o modalitate de a învinge „organizarea crescândă și autonomă a societății civile”, având un caracter reactiv și preventiv. În timp ce mai mulți autori consideră că o victorie a stângii este imposibilă, pentru Gorender a existat o situație prerevoluționară la începutul anului 1964, iar lovitura de stat a fost o contrarevoluție. Pentru Octavio Ianni situația a fost prerevoluționară, dar fără posibilitatea unei rupturi cu instituțiile ca în Revoluția Rusă din 1917. Potrivit unor autori precum Ianni și Francisco Weffort, populismul care a existat de la epoca Vargas s-a prăbușit pe măsură ce muncitorii au început să acționeze autonom, în timp ce oamenii de afaceri legați de capitalul internațional au abandonat sistemul populist.
Grevele constante „sunt interpretate ca semne pozitive ale avansării conștientizării politice a muncitorilor”, dar au și epuizat guvernul, au deranjat populația în timpul suspendării serviciilor și au alarmat oamenii de afaceri. Dreapta a afirmat iminența unei „republici sindicaliste”. Mărturiile militare subliniază acțiunea sindicatelor, considerându-le din ce în ce mai capabile să facă presiuni asupra guvernului și infiltrate de comuniști. Pentru Edmundo Campos Coelho, aceasta reflecta teama de a-și pierde propria influență asupra guvernului, pe lângă o concepție organică a societății, în care câștigurile unui anumit grup dăunează societății în general. Comuniștii au avut influență în sindicate importante. Goulart, la rândul său, a fost tolerant cu unioniștii, a permis creșterea PTB și PCB în sindicate și le-a folosit ca instrument politic, dar a fost prejudiciat de aceștia când presiunea lor a făcut Planul Trienal imposibil. Președintele a încercat să recâștige controlul și să slăbească aceiași unioniști pe care îi susținuse anterior, dar fără succes, iar la sfârșitul a încercat să reconstruiască sprijinul sindical.
În Forțele Armate, mobilizarea politică a personalului înrolat a fost respinsă de ofițeri ca un atac la adresa ierarhiei și disciplinei militare, chiar dacă ofițerii erau angajați politic. În 1963, discursul sublocotenentului Gelcy Rodrigues Côrrea — „ne vom lua instrumentele de muncă și vom face reformele împreună cu oamenii, iar domnii reacționari își amintesc că instrumentul de lucru al militarilor este pușca” — a provocat o criză gravă în rândul ofițerilor. Stânga și-a imaginat că subordonații militari ar putea fi o forță în apărarea sa, idee luată în considerare, dar care nu a ajuns la o organizare concretă. Pentru conservatori, armata era subminată. În plus, președintele a căutat sprijinul subordonaților militari, iar atitudinea sa tolerantă față de Revolta Marinarilor și discursul de la Automóvel Clube a dat impresia că „a declanșat criza”. Atacurile asupra ierarhiei și disciplinei sunt enumerate ca una dintre principalele motivații ale loviturii de stat din partea armatei.
Istoriografia este de acord că au existat probleme disciplinare în rândurile gradelor inferioare ale Forțelor Armate în anii 1960, deși în mod specific în Armată (și nu în Marină sau Forțele Aeriene) dovezile indică faptul că sergenții au rămas loiali. Mulți autori și o mare parte a stângii consideră Revolta Marinarilor, în special, ca opera agenților provocatori ai Marinei sau CIA. Cele mai recente contestă atât aceste acuzații, cât și viziunea conservatoare conform căreia subalternii militari erau subminați; în schimb, ei sunt considerați agenți autonomi.

### Impasul reformelor principale

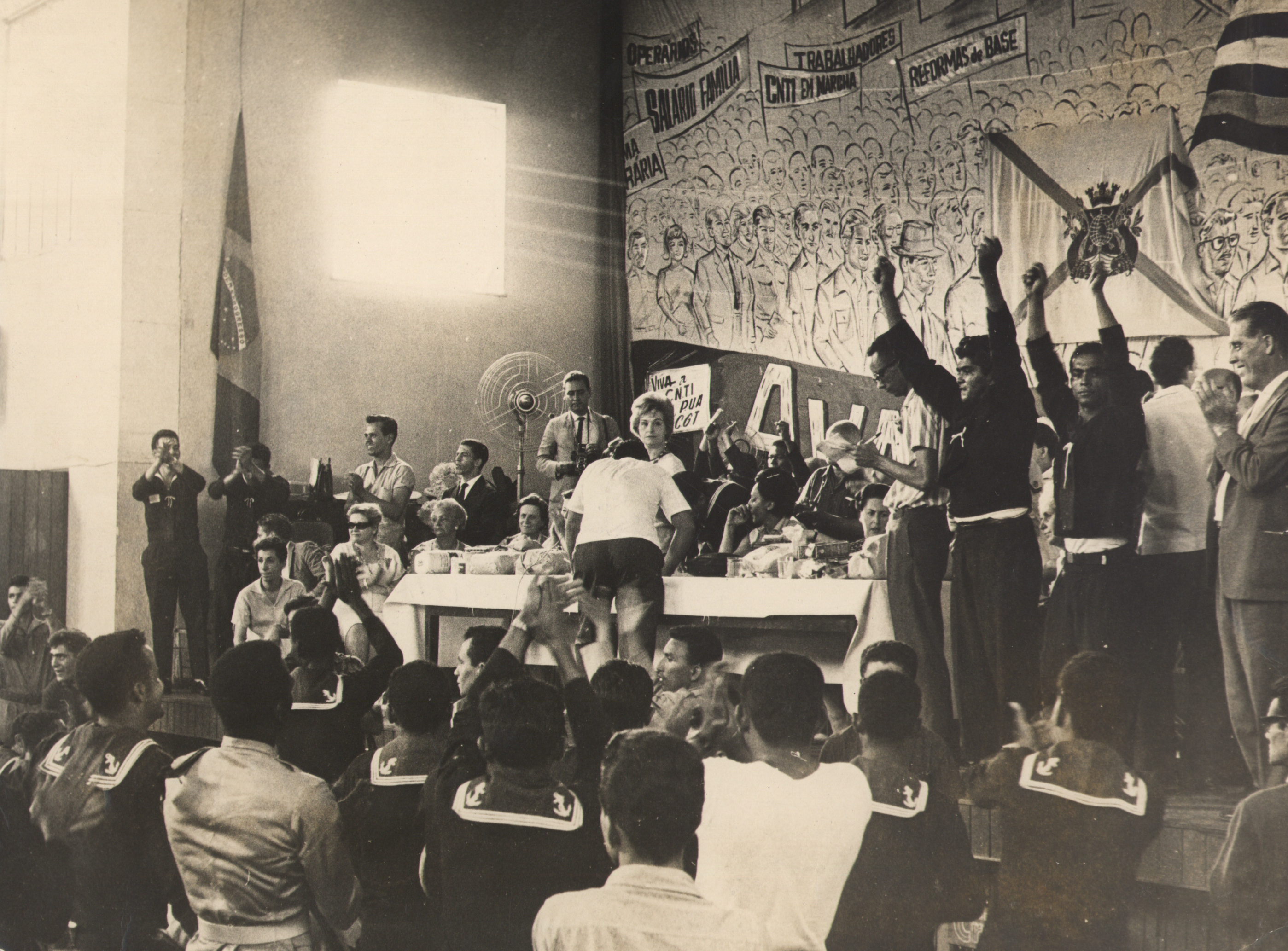
Reformele principale pe afișe în timpul Revoltei Marinarilor

În timpul loviturii de stat, Goulart i-a spus lui Tancredo Neves că ținta nu era el, ci reformele și că ar putea rămâne dacă le abandona. Mai mulți autori sunt de acord că obiectivul a fost prevenirea reformelor, deoarece acestea au afectat anumite sectoare ale societății. Pe lângă reformele în sine, a mai fost asocierea făcută cu stânga radicală. Deși făceau parte dintr-un proiect național de dezvoltare al progresului capitalist, au fost chiar catalogați ca revoluționari.
O viziune contrară nu consideră reformele drept motivul central, deoarece acestea nu au fost respinse în totalitate și Goulart a avut chiar sprijin în rândul conservatorilor la începutul mandatului său. Grupuri precum proprietarii de pământ au respins cu fermitate reformele, în timp ce unele sectoare anticomuniste le considerau un instrument de alungare a comunismului, iar acesta a fost tocmai un concept al Alianței pentru Progres. Reforma agrară nu a fost tabu, și chiar și IBAD a organizat un simpozion despre ea în 1961. Unii autori consideră că a existat loc de negociere pe tot parcursul mandatului. Parlamentarii opoziției nu s-au opus categoric reformelor.
Eșecul propunerilor este atribuit lipsei de abilități de negociere a lui Goulart sau, printre autorii cu explicații conjuncturale ale loviturii de stat, „paraliziei decizionale” a sistemului politic, ca descrise de Wanderley Guilherme dos Santos, precum și radicalizarea și lipsa de respect reciprocă pentru democrație, conform lui Jorge Ferreira și Argelina Figueiredo. Pentru Figueiredo, autorul cărții Democracia ou reformas? Alternativas democráticas à crise política: 1961-1964 (1993), posibilitățile de a efectua reforme în cadrul instituțiilor au fost împiedicate de radicalismul ambelor părți, iar cei învinși în lovitura de stat au fost astfel parțial responsabili pentru înfrângerea acesteia. Argelina este criticată pentru că a îndepărtat „accentul explicației sale de la dreapta civilă și militară, IPES, Ambasada SUA etc.” și pentru înțelegerea ei cu privire la o stângă nedemocratică. Pentru Moniz Bandeira, Jango a fost înlăturat tocmai pentru că a căutat o conciliere.

### Anticomunism

#### Goulart și comuniștii
Anticomunismul este considerat un element fundamental al loviturii de stat atât în studii, cât și în rândul militarilor. Perioada 1961-1964 a fost un moment de vârf al sentimentului anticomunist în Brazilia. Acesta a fost asociat cu Războiul Rece, anticomuniștii brazilieni fiind în mare parte favorabili americanilor și considerând comunismul ca fiind opera imperialismului sovietic, dar sentimentul avea rădăcini locale încă din anii 1930, când a avut loc Revolta Comunistă.
Problema nu ar fi fost Goulart în persoană, ci presiunea exercitată din partea comuniștilor. Jango a fost responsabil pentru transformarea PTB dintr-un dig împotriva comunismului într-un aliat al PCB, iar încercarea de a preveni instalarea în funcție în 1961 a avut deja o motivație anticomunistă. Anticomuniștii nu credeau că Goulart era un marxist, dar se temeau că alianța sa ar deschide calea pentru accederea la putere a comuniștilor. În mărturiile din Istoria Orală a Armatei, există unanimitate că comuniștii erau infiltrați în guvern, dar nu în asocierea lui Jango cu comunismul. Olímpio Mourão Filho credea că Goulart nu era comunist, dar el și Brizola ar fi fost uciși de comuniști și Luís Carlos Prestes⁠(d) ar fi preluat puterea. Distincția continuă să fie făcută în unele scrieri militare din secolul XXI. O opinie similară în afara armatei este cea a lui Lincoln Gordon, pentru care Goulart ar fi pus în scenă o lovitură de stat noncomunistă, dar apoi, din cauza incompetenței sale, ar fi căzut victimă unei lovituri de stat comuniste.
PCB a avut influență în rândul sindicatelor, al intelectualilor și al guvernului, dar aceasta a fost exagerată de inamicii săi. Anticomuniștii bine informați se gândeau la o lovitură de stat prezidențială cu sprijin comunist, dar vorbeau populației despre o iminentă revoluție comunistă. Eticheta comunistă a fost folosită și pentru întreaga stângă radicală — dreapta militară avea o definiție elastică despre cine era comunist. După lovitura de stat, a fost surpriză fragilitatea comuniștilor. Mai mult, PCB credea într-o revoluție în faze, prima fiind pașnică, burghezo-democratică și în alianță cu „burghezia națională”. Revoluția socialistă imediată a fost dorită de grupuri mai mici. Militarii, prin preceptele Doctrinei Războiului Revoluționar, nu credeau în pacifismul PCB, considerând-o o disimulare cu scopuri psihologice și prima etapă în sechestrarea acestuia de putere.

#### Doctrina Războiului Revoluționar

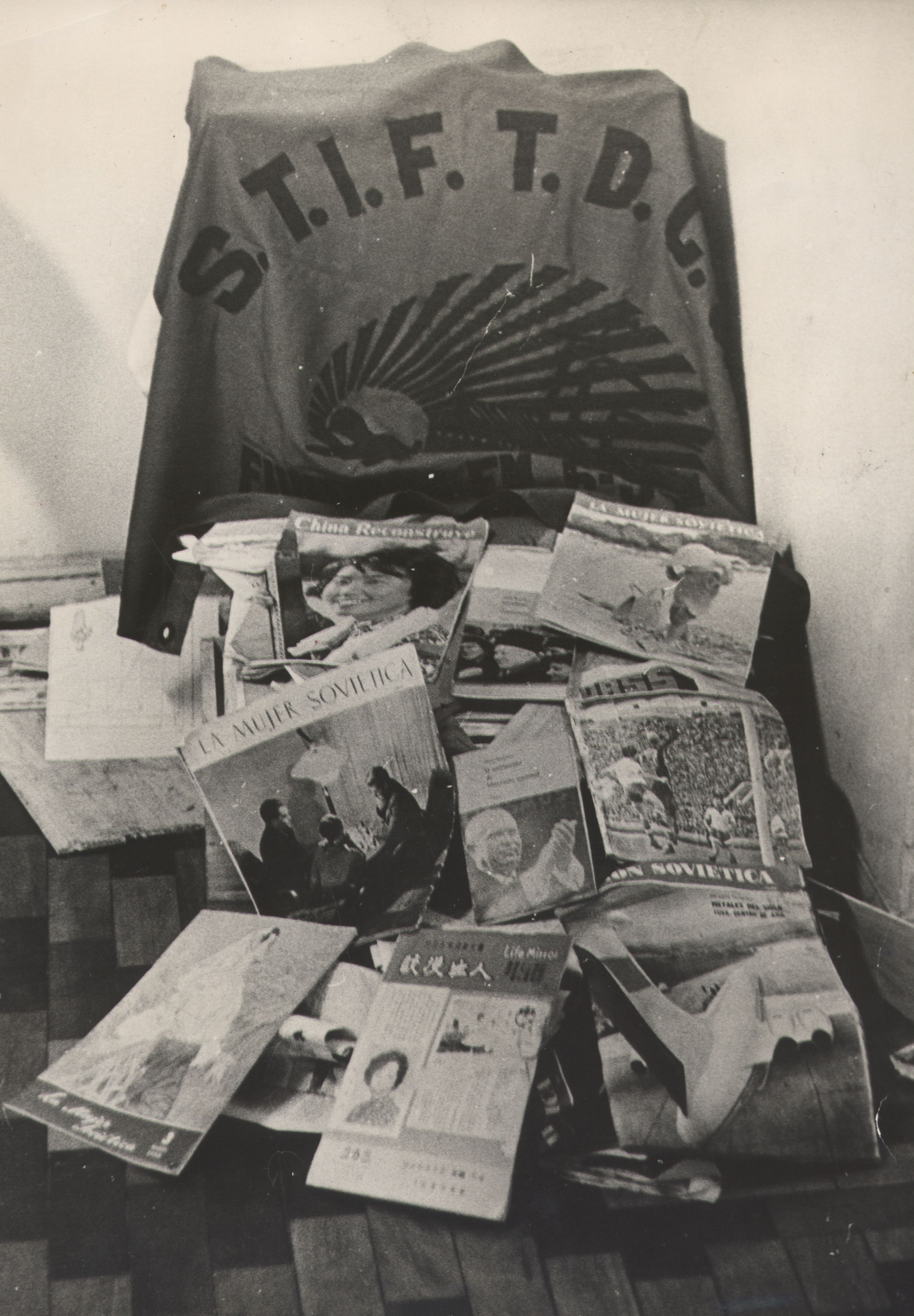
„Material subversiv” confiscat în aprilie 1964

Doctrina Războiului Revoluționar a fost predată ofițerilor și diseminată de civili, cum ar fi deputatul UDN Bilac Pinto și ziarul O Estado de São Paulo⁠(d), de Júlio de Mesquita Filho. A avut în vedere cinci etape ale avansării comuniste. După prima, cu acțiune psihologică, a doua ar fi formarea unei rețele de organizații locale și infiltrarea în aparatul de stat. Turbulențele sociale continue au fost văzută ca o dovadă a acestui pas. Primele două, deși fără vărsare de sânge, au fost considerate cele mai critice și greu de atins. În a treia etapă ar apărea războiul de gherilă și terorismul, în a patra, zone libere aflate la îndemâna Armatei, iar în a cincea, preluarea violentă a puterii de către o armată revoluționară. Potrivit teoreticienilor Doctrinei, intenția subordonaților militari de a reacționa cu armele la o lovitură de stat și organizarea Ligilor Țărănești și a Grupos dos Onze a constituit a treia etapă a războiului revoluționar din Brazilia.
În mediul rural, apariția Ligilor Țărănești au atras temeri. Dreapta a văzut potențial revoluționar în brazilianul din mediul rural, care a servit la justificarea loviturii de stat ca o apărare a legalității. O parte din partea stângă a politicii a gândit la fel, iar unii membri ai Ligilor au format chiar o mișcare de gherilă, Mișcarea Revoluționară Tiradentes. Organizația a primit sprijin din Cuba. Când a fost descoperită și dezmembrată în 1962, a avut repercusiuni disproporționate pentru dimensiunea sa mică. Cu toate acestea, reacția puternică pe care liderii loviturii o așteptau în Nord-Est nu s-a materializat. În Pernambuco, izbucnirile țărănești care au apărut nu au fost susținute de arme.
Grupos dos Onze au fost asociate cu comunismul și războiul revoluționar, generând frică în rândul conservatorilor. Au existat cu miile și s-au format ca viitorul „embrion al unui partid revoluționar”, cu rolul de a rezista unei lovituri de stat. Potrivit lui Brizola, rolul lor ar fi legalist și nu aveau caracter paramilitar. Potrivit unuia dintre consilierii săi, existau planuri de a le folosi sub comanda sergenților, participând la ocuparea cazărmilor și arestând ofițeri. Cu toate acestea, ei nu au reacționat în timpul loviturii de stat, întrucât încă nu aveau o organizare concretă. Presa publicase multe acțiuni atribuite lor, dar ele erau în mare parte imaginate.

### Legalitate și democrație

#### În discursuri
Niciuna dintre cele două părți ale spectrului politic nu s-a declarat antidemocratică, dar concepțiile despre democrație erau diferite: pentru stânga, ea era sinonimă cu reformele, iar pentru dreapta, cu formalismul juridic. Un caracter antidemocratic al stângii este o teză controversată. În rândul dreptei, democrația putea fi asociată cu restrângerea libertăților pentru a combate ideologiile periculoase[127] sau putea însemna doar libera inițiativă. Cuvântul era frecvent în numele grupurilor anticomuniste, unde putea fi doar o etichetă goală, deși pentru mulți viitorul autoritar care a urmat a fost o dezamăgire
Loviturile de stat au preluat stindardul legalității, folosind un limbaj defensiv în timp ce își desfășurau ofensiva. Apărarea legalității și a Constituției, nefiind îndreptată explicit împotriva guvernului, a apărut în martie 1964 în discursurile de la convenția PSD. Asociația Baroului brazilian l-a acuzat pe președinte că amenință ordinea legală. În rândul militarilor, începând din 1963, au apărut documente care justificau folosirea forței în termeni legali, cum ar fi circulara rezervată publicată de Castelo Branco la 20 martie 1964. Castelo a cultivat o imagine de loialist, ceea ce a contribuit la obținerea de adeziuni. Constituția și Revoluția Constituționalistă au fost teme puternice la Marșul Familiei din São Paulo. În editorialele ziarelor din timpul loviturii de stat, cel care lovea în legalitate era guvernul. Congresmenii au justificat înlăturarea președintelui ca o modalitate de a apăra regimul democratic.
Această legalitate ar putea fi „legată de o lege morală, tradițională și creștină” sau chiar de „o legalitate revoluționară legată de voința populară”. Ilegalitatea ar fi reprezentată de acțiunile CGT, de defecțiunile ierarhiei în cadrul forțelor armate, de haosul și dezordinea generalizată, de realizarea reformelor de bază prin mijloace neconstituționale și de intențiile continue de lovitură de stat ale președintelui.

#### Acuzații de caudillism
Au existat acuzații de caudillism, distincte de anticomunism, dar agravate de acesta. Goulart a fost considerat un potențial sau actual caudillo de către Carlos Lacerda, de către mai multe ziare, semnalând oportunismul, paternalismul și tendințele dictatoriale și de către Afonso Arinos, pentru care caudillismul era o moștenire a lui Vargas. Lincoln Gordon credea într-o dictatură janguistă cu caracter naționalist, în linia lui Vargas și Juan Perón. Unii soldați se temeau, de asemenea, de transformarea Forțelor Armate în miliții guvernamentale.
Două momente au dat naștere la interpretări ale intențiilor de lovitură de stat ale președintelui. În 1962, comandantul Armatei a III-a s-a declarat incapabil să mențină ordinea dacă Congresul nu devansează plebiscitul parlamentar, ceea ce s-a adăugat altor presiuni. În anul următor, în timpul solicitării stării de urgență, trupele au ieșit în stradă la Recife și a fost denunțată o operațiune a parașutiștilor împotriva lui Carlos Lacerda; urma astfel să se intervină împotriva guvernatorului de dreapta din Guanabara și a guvernatorului de stânga din Pernambuco, Miguel Arraes⁠(d). În acel moment, stânga a denunțat, de asemenea, o lovitură de stat a președintelui. În martie 1964, propunerile președintelui au fost primite cu mare suspiciune: dreptul de vot pentru analfabeți, un plebiscit pentru reforme, delegarea puterilor legislative către Executiv și o revizuire a legii electorale ar fi deschis o portiță pentru concurența rudelor de sânge și a altora asemenea, cum ar fi Brizola (cumnatul președintelui), și ar permite chiar realegerea.
Unii autori disting intenții de lovitură de stat în acțiunile lui Jango, cum ar fi Marco Antonio Villa⁠(d) și Leandro Konder, pentru care termenele strânse și lipsa de consens permit să se vadă o lovitură de stat în propunerea de realegere. Cu toate acestea, în 1962, 1963 și 1964 nu au existat dovezi ferme privind intențiile de lovitură de stat ale lui Goulart. Există dovezi că în 1962 a refuzat propunerile de închidere a Congresului, cum ar fi cele făcute de Brizola și de generalul Amaury Kruel⁠(d), pe atunci șef al Cabinetului Militar. Moniz Bandeira ar fi auzit chiar de la Jango că Brizola a propus lovitura de stat în mai multe rânduri, dar el a refuzat. Lincoln Gordon a susținut în 1966 că are „dovezi mult mai solide decât acuzațiile din presa braziliană antiguvernamentală” privind intențiile dictatoriale, dar în 2005 a declarat că nu avea mai multe dovezi în acest sens decât zvonurile din presă.

### Opinia publică

#### În demonstrații și presă
Conspiratorii au considerat că sprijinul opiniei publice era important pentru a declanșa acțiunea. În rândurile militarilor, Marșul Familiei, clasa de mijloc, femeile și presa au cerut și legitimat o intervenție. Marșurile Familiei, fenomen care a început la São Paulo și s-a multiplicat în multe alte orașe braziliene, au demonstrat o opoziție mobilizată și eterogenă din punct de vedere social. În ciuda acestei baze sociale, în general nu a existat un sprijin din partea societății, ci un sprijin din partea unei părți a acesteia.
Frontul opoziției a inclus „bancheri, oameni de afaceri, industriași, proprietari de terenuri, comercianți, politicieni, judecători și clasa de mijloc” - în special clasa de mijloc urbană formată din profesioniști liberali, mici întreprinzători și casnice. Clasa de mijloc a predominat, dar au participat și muncitori obișnuiși. IPES a participat la organizarea marșului pentru a mobiliza clasa de mijloc pentru a-și atinge scopul. Cu toate acestea, ea nu a fost folosită pasiv ca instrument și a avut propriile motive, temându-se de ceea ce ar putea pierde într-o redistribuire radicală. În plus, multe activități antiguvernamentale au fost opera unor grupuri locale motivate de conjunctură și cu revendicări specific locale, nu doar reflectând stimulii naționali.
Marșurile considerau că libertățile individuale și valorile creștine sunt amenințate și aveau o ideologie antipopulistă (împotriva „demagogiei, dezordinii și corupției”) și anticomunistă (împotriva ateismului și totalitarismului). S-au angajat sindicatele patronale, organizațiile civile și de clasă, precum și organizațiile de femei, cum ar fi Campania Femeilor pentru Democrație. Prezența feminină a fost importantă în organizarea evenimentelor și în evocarea familiei și a religiei. Anticomunismul putea avea un caracter religios, predominant catolic, dar ecumenic, existând și în rândul protestanților, evreilor, spiritiștilor și chiar al practicanților Umbanda. Preoți (precum Patrick Peyton), pastori și rabini au participat la marșuri. Cu toate acestea, Biserica Catolică a fost divizată; conservatorii au fost probabil majoritari. În protestantismul brazilian, cea mai vizibilă adeziune a fost din partea Bisericii Prezbiteriene, dar lovitura de stat a fost acceptată și în publicațiile baptiste, metodiste, Adunările lui Dumnezeu și alte publicații.
Presa tradițională a pregătit terenul pentru înlăturarea președintelui, a cerut-o în editoriale și a sărbătorit-o. Jornal do Brasil⁠(d), Correio da Manhã⁠(d), O Globo⁠(d), Folha de S. Paulo⁠(d) și O Estado de S. Paulo au apărat în mod deschis înlăturarea, cu celebrele editoriale Fora! și Basta! din Correio da Manhã în timpul loviturii de stat. Estado de S. Paulo, O Globo și Tribuna da Imprensa au participat la conspirație. Dintre ziarele importante, singurul care nu s-a alăturat a fost Última Hora. Redacția sa a fost vandalizată în timpul loviturii de stat, opusul anului 1954, când, după sinuciderea lui Vargas, O Globo și Tribuna da Imprensa au avut redacțiile atacate. Nici O Semanário nu s-a alăturat.

#### Sondaje de opinie
Sondajele IBOPE de la acea vreme arată un public cu o imagine bună despre Goulart, dornic de reforme și anticomunist, fără a asocia comunismul cu reformele sau cu Goulart. În martie 1964, în orașul São Paulo, guvernul a fost evaluat de 42% dintre respondenți ca fiind excelent sau bun și de 30% ca fiind corect, iar 79% considerau că reformele de bază erau necesare, fie urgente, fie moderate. Acest sprijin era concentrat pe reformele pentru sectoare specifice, și nu atât de mult cu efect general: în capitale, sprijinul mediu pentru reforma agrară era de 70%, cu sprijin chiar și din partea claselor de mijloc și superioare, iar votul pentru gradele inferioare militare era de asemenea acceptat, dar exista o respingere a votului pentru analfabeți. La alegerile din 1965, 19% au preferat candidați de stânga (Miguel Arraes și Leonel Brizola), 45% de centru (Magalhães Pinto⁠(d) și JK) și 23% de dreapta (Carlos Lacerda și Ademar de Barros). 48,9% ar fi votat pentru Jango dacă acesta ar fi putut candida pentru realegere. Cu o selecție mai mică de candidați, au existat 37% intenții de vot pentru JK și 25% pentru Lacerda.
În ceea ce privește comunismul, în São Paulo, în februarie, 44% dintre respondenți îl considerau un pericol tot mai mare; în martie, 68% îl considerau un pericol și 80% erau împotriva legalizării PCB. În 1963, 63% dintre locuitorii din Rio de Janeiro au fost de acord cu interzicerea Congresului de Solidaritate cu Cuba. Cu toate acestea, în martie 1964, doar 16% dintre cetățenii din São Paulo considerau măsurile propuse de președinte ca fiind o cale spre comunism, iar 10% ca fiind demagogie.
În sondajele de după lovitura de stat se observă o schimbare de opinie despre Goulart, 54% dintre cetățenii din São Paulo considerând în luna mai că răsturnarea sa este benefică. 55% au fost de acord cu părerile privind lovitura de stat, potrivit cărora el ar fi închis Congresul sau ar fi condus Brazilia spre comunism. În Guanabara a existat sprijin pentru epurări și respingerea amnistiei. Cu toate acestea, în São Paulo și Guanabara, respondenții au dorit alegeri directe și o succesiune la un guvern civil, iar în 1965 a existat o mare nemulțumire față de guvernul Castelo Branco și în special față de economie.

### Influența americană

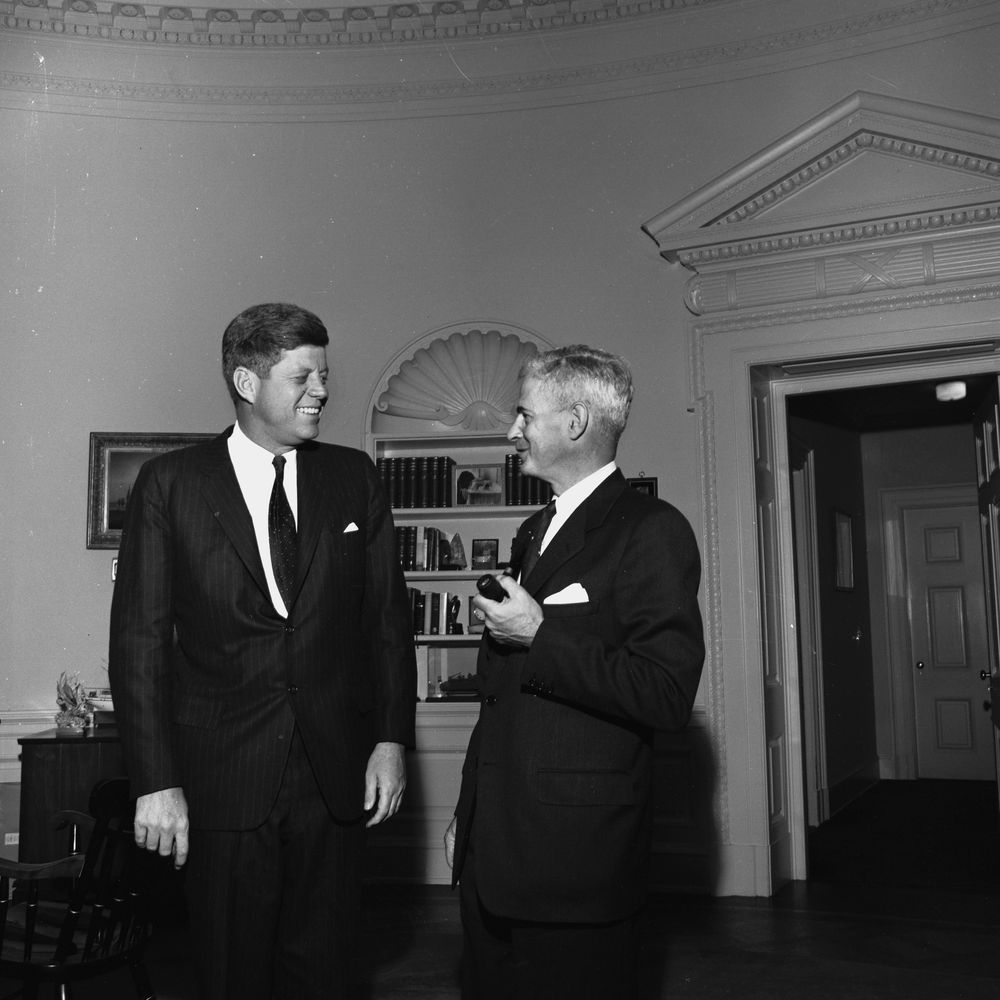
Kennedy și Lincoln Gordon

Încă de la învestirea sa, Goulart a fost ținta suspiciunilor Casei Albe din cauza legăturilor sale sindicale din trecut. Cu toate acestea, deteriorarea relațiilor bilaterale a fost treptată. Factorii au fost mulți, cum ar fi Legea privind transferurile de profituri îndreptată împotriva companiilor străine, dezacordurile cu privire la Cuba, amenințarea de a rupe relațiile cu SUA și de a căuta credite sovietice în 1962, interpretarea lui Lincoln Gordon că Goulart va organiza o lovitură de stat, eșecul stabilizării prin Planul Trienal, exproprierile companiilor americane de către Brizola și motive economice. La Washington existau, de asemenea, îngrijorări cu privire la Ligile Țărănești și la sprijinul cubanez pentru gherilele descoperite în 1962.
O analiză din 2018 a definit rolul american în mandatul lui Goulart ca fiind unul de creștere a șanselor ca o rebeliune să apară și să reușească, dar cu o dinamică a crizei încă fundamental braziliană. O criză braziliană cu influența americană cântărind în favoarea opoziției este opinia mai multor istorici. Pe de altă parte, în anii 1960 și 1970, cercetătorii marxiști au pus mult accent pe factorul american. La un moment dat, SUA au decis să favorizeze îndepărtarea lui Goulart, dar cronologia și motivele sunt controversate. Momentul poate fi situat între 1962 și sfârșitul anului 1963, iar atitudinile de la începutul mandatului, ca modalități de presiune, nu de răsturnare a președintelui brazilian.
Pe lângă finanțarea candidaților la alegerile din 1962 și direcționarea de resurse către guvernatorii opoziției, negocierea creditelor americane, cruciale pentru economia braziliană și ușor de acordat lui Jânio, a fost dificilă pentru Jango, deoarece creditele erau condiționate de stabilizarea economică și de îndepărtarea stângii radicale din sindicate.  Într-o telegramă din 28 martie 1964, Gordon a menționat cum în Brazilia se desfășurau „operațiuni secrete de demonstrații de stradă pro-democratice ... și de încurajare [a] sentimentelor democratice și anticomuniste în Congres, în Forțele Armate, în grupurile studențești și în grupurile de muncitori pro-americani, în biserică și în mediul de afaceri”.
De asemenea, în iulie 1962, Lincoln Gordon a discutat cu John F. Kennedy despre posibilitatea unei lovituri de stat militare în Brazilia.. CIA monitorizase conspirațiile militare cu mai bine de doi ani înainte de lovitura de stat, iar în 1963 a căutat un grup militar care să o susțină. Planul de intervenție din decembrie 1963 menționează contacte secrete cu conspiratorii brazilieni și, din patru ipoteze, are două improbabile, una similară cu ceea ce s-a întâmplat în realitate (înlăturarea lui Goulart și preluarea puterii de către Ranieri Mazzilli) și una cu un conflict în Brazilia. În cazul unui conflict, opoziției i s-ar fi oferit sprijin logistic, dar mai întâi era necesară formarea unui guvern provizoriu alternativ, cu recunoașterea internațională a unei stări de beligeranță. Afonso Arinos a mărturisit că a fost numit în Minas Gerais pentru a căuta recunoașterea în străinătate.
Operațiunea logistică l-a avut ca intermediar în Brazilia pe generalul José Pinheiro de Ulhoa Cintra, în care Castelo Branco avea încredere. În timpul loviturii de stat, Castelo Branco a fost cel care i-a informat pe americani că sprijinul logistic nu era necesar, astfel că operațiunea a fost dezactivată. Denumită „Fratele Sam”, operațiunea lansată în timpul loviturii de stat a constat în încărcarea de petroliere în Caraibe și de muniții în bazele aeriene și în plecarea unui grup operativ naval condus de portavionul USS Forrestal, andocat în Virginia. Navele urmau să ajungă pe coasta braziliană începând cu 10 aprilie, dar, odată cu anularea operațiunii, s-au întors în porturi. Operațiunea nu prevedea debarcarea de trupe, deși la Washington s-a discutat un plan terestru. Deși rolul său era să aducă combustibil și muniții pentru opoziție, grupul operativ urma să aibă, în cele din urmă, și un efect de intimidare.
În timp ce lovitura de stat avea loc în 1964, CIA monitoriza îndeaproape evenimentele din Brazilia și transmitea aceste informații lui Lyndon B. Johnson. CIA a urmărit îndeaproape evoluția loviturii de stat pentru a determina dacă va fi sau nu necesar sprijinul militar american pe care îl planificase. Potrivit unor documente declasificate, a avut loc o întâlnire între persoane de rang înalt de la Casa Albă și ambasadorul Gordon în legătură cu lovitura de stat a președintelui Braziliei. Deși revolta a fost în favoarea insurgenților, ambasadorul Gordon nu a fost de acord cu sprijinul SUA, declarând că nu erau pregătiți să îl eticheteze pe Goulart ca fiind antiamerican în acest moment. Discuția a continuat cu privire la poziția SUA în Cuba, întrucât NATO declarase că aceasta era neclară și vagă. Senatorul J. William Fulbright, care era popular în SUA, ținuse un discurs în care dezaproba tratamentul țării față de America Latină, ceea ce ar fi putut să îi încurajeze pe cei ca el, care se opuneau luptei împotriva războiului. Discursul său avea să ajungă până în America Latină, având un efect mai mare acolo, deoarece acolo existau puține schimburi comerciale cu Statele Unite. Forța operativă pe care o pregătiseră putea sosi pe 11 aprilie, armele și munițiile putând fi debarcate în 16 ore. Cu toate acestea, forțele lui Branco l-au învins pe Goulart mai repede decât se aștepta CIA, făcând inutil sprijinul militar.

### Proiectul IPES
O analiză marxistă clasică a loviturii de stat este cea a lui Dreifuss din 1964: A Conquista do Estado (1981). Cartea se concentrează asupra antreprenorilor legați de capitalul internațional care au apărut în anii 1950 și care, în timpul guvernului Goulart, au ajuns la concluzia că, pentru a-și materializa interesele, ar fi necesar să „cucerească statul”. Aceștia aveau un proiect de stat - „să restrângă organizarea clasei muncitoare; să consolideze creșterea economică într-un model de capitalism târziu, dependent, cu un grad ridicat de concentrare industrială integrat sistemului bancar și să promoveze dezvoltarea intereselor multinaționale și asociate în formarea unui regim tehnico-antreprenorial”. Pentru a realiza acest lucru, IPES și IBAD au lucrat pentru a-l destabiliza pe președinte. Performanțele lor sunt bine documentate. După lovitura de stat, susținători IPES precum Delfim Neto, Roberto Campos⁠(d) și Otávio Gouveia de Bulhões au ajuns în poziții strategice în aparatul de stat și au condus reformele lor economice, în timp ce Golbery do Couto e Silva⁠(d) a creat Serviciul Național de Informații.
Interpretarea este criticată pentru diminuarea importanței armatei în lovitura de stat și ignorarea tradiției etatiste a acesteia, care a fost ulterior implantată în dictatură, contrazicând liberalismul economic al IPES și, astfel, succesul proiectului său. Împotriva acestui fapt, se argumentează că rolul statului în economie a fost recunoscut ca parte a proiectului. De asemenea, s-a atras atenția asupra eșecului multor eforturi ale IPES, lucru recunoscut de Dreifuss, dar este posibil ca acest eșec să fi fost tocmai motivul loviturii de stat. Scrierile militare tratează lovitura de stat ca fiind opera unei conspirații militare susținute de grupuri economice și nu invers, așa cum apare în literatura politico-sociologică. Pentru Carlos Fico, lucrarea nu face distincția între destabilizare și conspirație împotriva guvernului Goulart. Destabilizarea, ca și propaganda IPES, avea un caracter mai civilizat și nu ar fi dus neapărat la răsturnarea guvernului, putând, de exemplu, doar să schimbe jocul în alegeri.
În conspirația „complexului IPES/IBAD” și a Școlii Superioare de Război (ESG), „Sorbona”, se aflau generalii Castelo Branco, Golbery do Couto e Silva, Antônio Carlos Muricy și Osvaldo Cordeiro de Farias, cunoscuți sub numele de „moderniști”. Demersul acesta nu a fost singurul; Dreifuss a identificat, de asemenea, „extremiștii de dreapta” și „tradiționaliștii”. Primii, cunoscuți și sub numele de „linia dură”, erau legați în special de oamenii de afaceri din São Paulo și îl includeau pe generalul de brigadă João Paulo Moreira Burnier. Cei din urmă reprezentau elitele mai puțin dinamice, grupurile de partide, guvernatorii și militarii fără pregătire ESG, cum ar fi Artur da Costa e Silva⁠(d), Olímpio Mourão Filho, Amaury Kruel și Joaquim Justino Alves Bastos. Aceștia nu aveau proiectul de stat al „moderniștilor” și se opuneau guvernului din motive mai degrabă reactive. „Tradiționaliștii” aveau mai multe comandamente militare și, prin urmare, au inițiat lovitura de stat, dar puterea a trecut la „moderniști” datorită bazei lor sociale mai puternice.

### Schimbarea în gândirea militară
ESG a elaborat Doctrina Securității Naționale (DSN), considerată „conținutul doctrinar și ideologic pentru cucerirea și menținerea puterii din 1964”. Centrată pe binomul securitate și dezvoltare, „urmărea să supună toate activitățile naționale unei politici de securitate, destinată să respingă comunismul și să transforme Brazilia într-o putere capitalistă”. Influențată de Statele Unite, dar nu importată de acestea, concepea o alianță cu statele puternice, războiul total, cu o apărare națională care să implice întreaga populație și combaterea inamicului intern.[194] ESG dorea să formeze elite civile și militare competente care să conducă societatea prin cerințele războiului total.
Cu toate acestea, deși ESG a fost un important grup de reflecție și un punct de contact între civili și militari, la începutul anilor 1960 corpul său teoretic nu a fost diseminat sistematic în rândul ofițerilor. Cea mai răspândită inovație teoretică a fost Doctrina Războiului Revoluționar. De influență franceză, aceasta era distinctă de DSN, care însă i-a asimilat conceptele, permițând o înțelegere a situației și concluzia că democrația liberală, drepturile civile și chiar Convențiile de la Geneva nu vor fi capabile să o depășească.
Potrivit politologului american Alfred Stepan, autorul cărții The Military in Politics: Changing Patterns in Brazil (1971), o altă evoluție a fost percepția de decadere și ineficiență a sistemului politic. Împreună cu sentimentul ofițerilor că erau împuterniciți de DSN, acest lucru a permis ca puterea să rămână în mâinile lor după lovitura de stat; astfel, a fost întrerupt modelul de a acționa ca o putere moderatoare, răsturnând guvernele civile și instalând altele noi. Ideea tiparului moderator este similară cu cea apărată de Robert W. Dean, consilier al secției ambasadei SUA la Brasilia, încă din 1964. Tezele lui Stepan, în special cea a puterii moderatoare, sunt bine cunoscute și au fost deja criticate de alți autori.

## Geografia operațiunilor

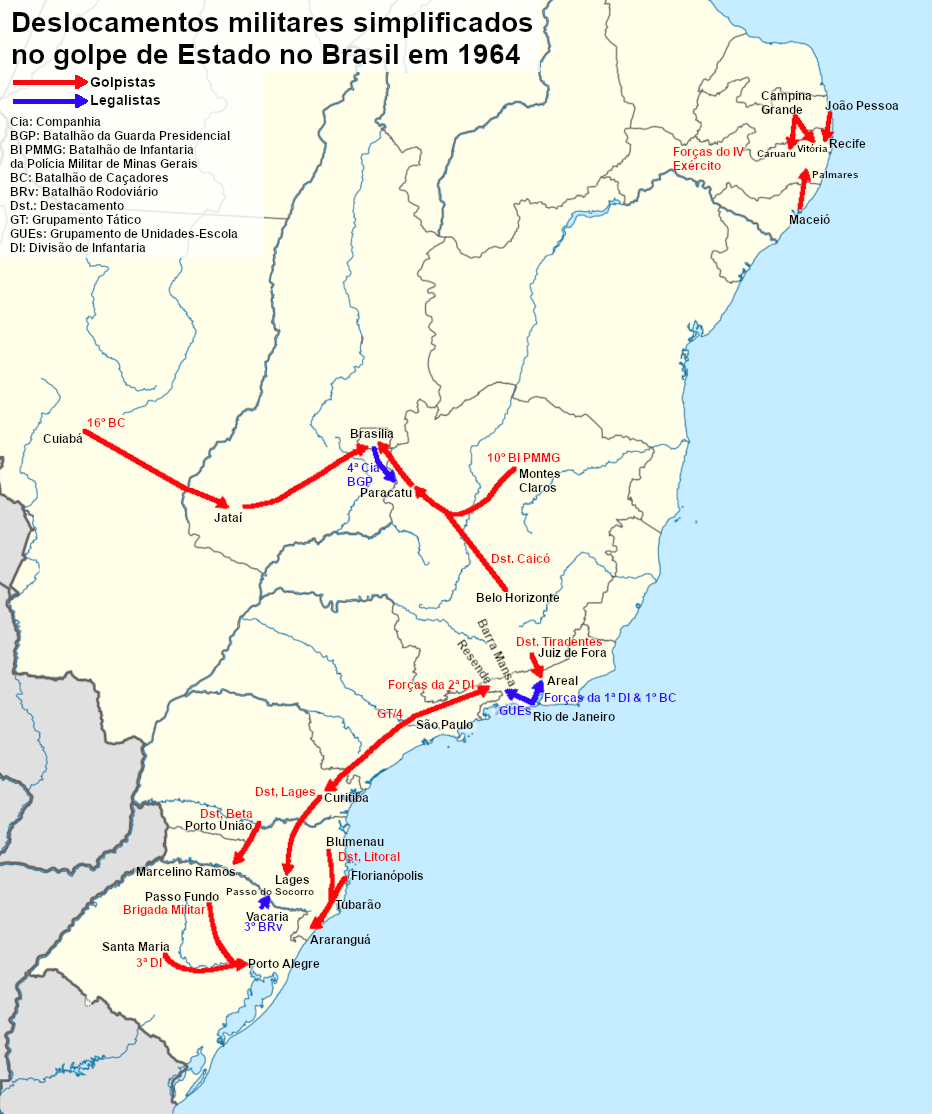
Desfășurări militare în timpul loviturii de stat

Obiectivul principal al liderilor loviturii de stat era Rio de Janeiro. Deși Brasilia era noua capitală, „Rio a continuat să fie capitala politică și, de fapt, marea cutie de rezonanță pentru toate evenimentele naționale importante.” Castelo Branco, șeful Statului Major al armatei și reprezentant al facțiunii „moderniștilor”, avea un mare prestigiu și astfel a servit drept cel mai important punct de legătură al conspirației. Costa e Silva conducea un grup de ofițeri mai strâns legați de trupe. Orașul a concentrat efectivele și puterea de foc a Armatei I. Era, de asemenea, prioritatea guvernului, care a concentrat acolo ofițeri fideli. Neavând comandamente în oraș, conspiratorilor le-a rămas o ofensivă din São Paulo și Minas Gerais.
În același timp, ar fi avut loc o rebeliune în nord-est și în sud. Generalii Amaury Kruel și Joaquim Justino Alves Bastos, comandanți ai Armatei a IV-a din Recife și, respectiv, ai Armatei a II-a din São Paulo, s-au alăturat conspirației. Benjamim Galhardo, de la Armata a III-a, nu se alăturase, dar conspirația a ajuns chiar și în interiorul cartierului său general. În Minas Gerais, conspirația a fost articulată între Mourão Filho, generalul Carlos Luís Guedes, subordonatul său, și guvernatorul Magalhães Pinto. Deoarece prezența armatei era slabă, Poliția Militară din Minas Gerais (PMMG) a fost pregătită pentru luptă (deși resursele militare erau și ele minime) și încorporată în planurile conspirației. Guvernatorul a negociat și cu Espírito Santo pentru ca portul Vitória să poată fi folosit pentru a primi provizii (în special americane) în timpul conflictului, coridorul fiind apărat de PMMG. Mourão se gândea la o operațiune surpriză pentru a intra în Guanabara cu forțele lui Juiz de Fora, în timp ce Guedes dorea să avanseze până la granița cu Rio, să aștepte reacția și să decidă asupra avansării.

## Devansarea datei loviturii de stat

### Decizie în Minas Gerais

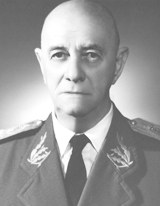
Generalul Mourão Filho

Pe 29 martie, grupul Castelo Branco a programat începerea loviturii de stat pentru 2 aprilie, coincizând cu un marș de amploare, cum ar fi Marșul Familiei din Rio de Janeiro. CGT a denunțat că lovitura de stat va avea loc la acea dată. O altă dată citată a fost noaptea de 10 aprilie, începând din São Paulo. Izbucnirea revoltei ar fi putut începe și cu un consemn, care ar fi fost arestarea lui Castelo Branco; demiterea sa era iminentă și acesta ar fi refuzat să părăsească funcția. Conducerile din São Paulo și Rio de Janeiro nu intenționau să dea conducerea mișcării celor din Minas Gerais, cunoscând slăbiciunea sa militară, dar liderii din Minas Gerais au devansat în mod deliberat data de începere a loviturii de stat, după propria lor voință, ceea ce a fost posibil datorită descentralizării conspirației, chiar dacă grupurile din stat erau conectate.
În plină revoltă a marinarilor, la 25 martie, Magalhães Pinto i-a sondat pe Castelo Branco și Kruel în legătură cu participarea lor și i-a convocat pe Guedes, Mourão și pe mareșalul Odílio Denys la o întâlnire la aeroportul din Juiz de Fora, pe 28 martie. Înainte de aceasta, Mourão a vizitat și Belo Horizonte. Guvernatorul avea motive să se grăbească - în aprilie Guedes urma să fie înlocuit, iar Goulart urma să organizeze un miting în capitala Minas Gerais. În plus, este posibil ca el să fi precipitat mișcarea pentru a-și inversa situația precară din UDN, unde predomina Lacerda. El a încercat să profite electoral de lovitura de stat pentru candidatura sa prezidențială din 1965. Pentru Mourão a existat și un motiv de grabă - iminenta sa pensionare obligatorie. Dar între cei trei au existat conflicte de interese. Guedes se afla sub influența IPES, care căuta să-l limiteze pe Mourão și avea un proiect diferit de cel al lui Magalhães, în timp ce între Mourão și Magalhães a apărut o dispută privind conducerea mișcării. Relatările lui Guedes și Mourão se contrazic, fiecare dintre ei exaltându-se pe sine.
Potrivit relatărilor lui Guedes și ale lui Rubens Bayma Denys, fiul mareșalului, Mourão a fost indecis și, pentru Bayma, a fost împins să acționeze abia pe 30 martie, când guvernatorul a lansat un manifest, iar Guedes a început mobilizarea militară în Belo Horizonte pentru a crea un fapt împlinit. IPES dorea ca Guedes să conducă marșul și există o interpretare conform căreia Guedes și Magalhães se răzvrăteau deja. Fraza lui Guedes a venit în acest context - „30 este ultima zi de lună plină, iar eu nu iau nicio inițiativă pe apus; dacă nu plecăm sub potop, voi aștepta luna nouă, iar atunci va fi prea târziu”.
Mourão a considerat manifestul și mobilizarea ineficientă și periculoasă, deoarece, dacă era descoperit, guvernul federal putea zdrobi Minas Gerais, iar dacă îi trăda pe Guedes și Magalhães, putea să-i zdrobească el însuși pentru că au acționat primii. Potrivit relatării sale, la întâlnirea din 28 a vrut să plece în aceeași noapte, dar guvernatorul a dorit mai mult timp la dispoziție. Faptul cunoscut al întâlnirii este că Mourão aștepta un manifest din partea lui Magalhães pentru a acționa. Avea nevoie de legalitatea unui lider civil și de a-și mobiliza mai întâi trupele înainte de a lansa manifestul, care trebuia să ceară cu emfază înlăturarea președintelui. El s-a simțit trădat de dezvăluirea timpurie și fără cerința strictă din data de 30. Când a primit emisari din partea guvernatorului cu o copie a manifestului, în zorii zilei de 31, și și-a văzut dezamăgirea reafirmată, și a inițiat el însuși lovitura de stat.

### Informații despre iminența unei lovituri de stat
În ultimele zile ale lunii martie, conducerea din Minas Gerais a primit informații de la conspiratorii din Marină și, potrivit lui Bayma Denys, după întâlnirea din 28, emisari au plecat din Minas Gerais pentru a-i informa pe Castelo Branco, Costa e Silva (care era sceptic) și Justino despre iminența mișcării. Mourão a trimis un emisar la Kruel și chiar a mers la Rio de Janeiro pentru a discuta cu fratele său, Riograndino Kruel; nu intenționa să mărșăluiască singur.
Aeroportul din Juiz de Fora era foarte aglomerat, mai ales că 28 era Sâmbăta Mare, iar Mourão era îngrijorat de faptul că guvernul ar putea afla despre întâlnire. De fapt, un militant al PCB a raportat anormalitatea la sectorul militar al partidului, dar informația a fost considerată irelevantă. Pe 30, jurnalistul David Nasser l-a informat pe colonelul Domingos Ventura, din cadrul Poliției Armatei, despre pregătirile militare din Minas Gerais. Ventura a telefonat la Minas și zvonurile au fost dezmințite. Tot în acea zi, șeful adjunct al biroului ministrului de război a trecut prin Belo Horizonte și prin cartierul general din Juiz de Fora, iar conspiratorii erau îngrijorați, dar nu a observat ce se întâmpla. Până la 29 martie, când au fost adunate batalioanele, PMMG a făcut mari transferuri de personal și echipament în tot statul, ceea ce ar fi putut fi observat. A existat astfel un eșec al serviciilor de informații guvernamentale.
Ambasada americană și CIA au urmărit iminența loviturii de stat. La 27 martie, Lincoln Gordon a raportat că grupul Castelo Branco aștepta o mișcare a președintelui sau o grevă generală pentru a acționa și a sugerat ca susținătorii săi din São Paulo să primească sprijin logistic. La 30 martie, CIA a raportat că „revoluția forțelor anti-Goulart” va începe în Minas Gerais și São Paulo în zilele următoare și că „negocieri de ultimă oră” erau în curs de desfășurare, implicând statele aflate sub controlul guvernatorilor democrați. În aceeași zi, atașatul militar Vernon Walters, aflat în contact cu grupul Castelo Branco, a raportat despre posibila sa demitere și fuga la São Paulo, unde urma să se concentreze mișcarea care urma să înceapă în acea săptămână.

## Posibilitatea de confruntări

### Durata și intensitatea preconizate

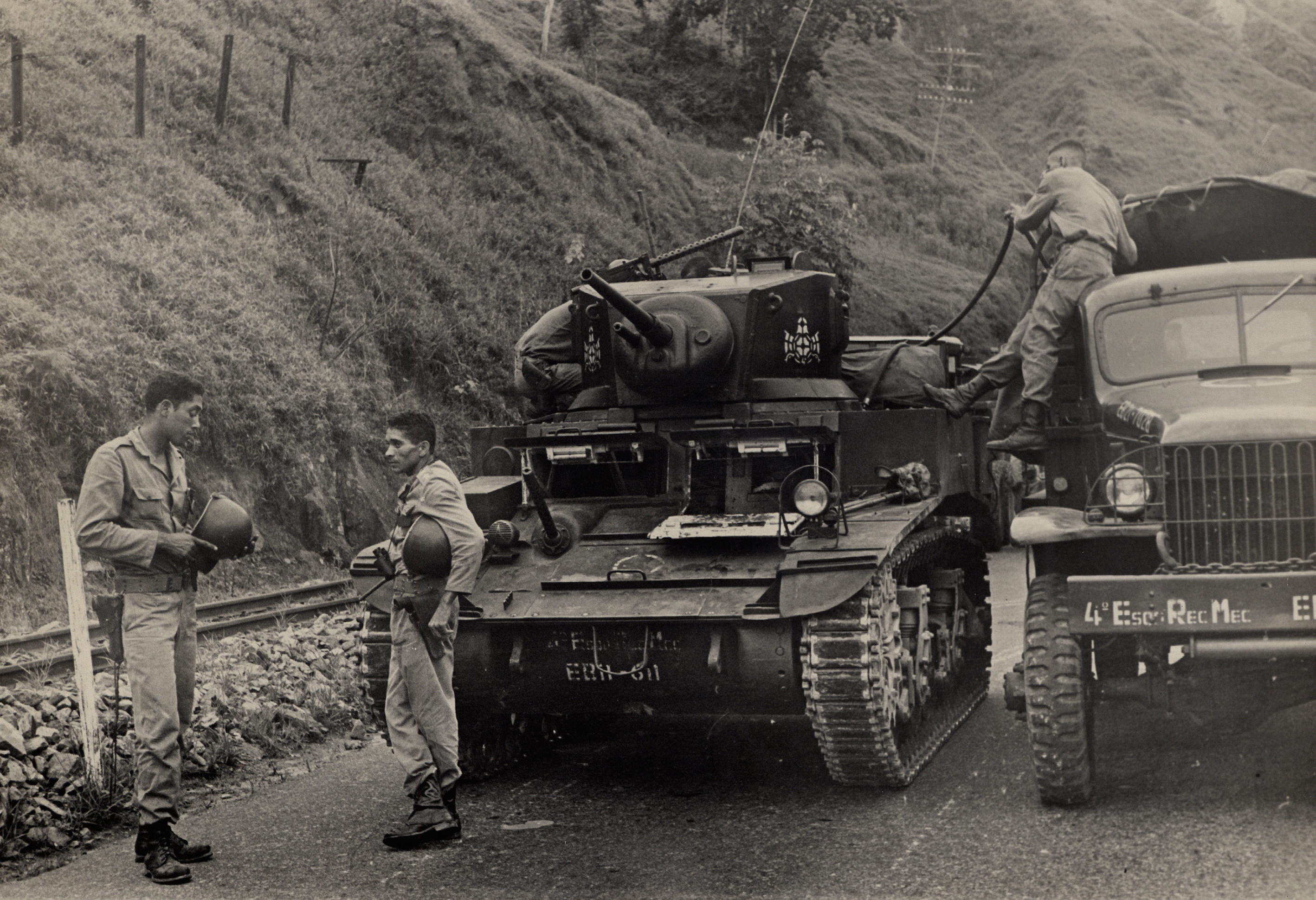
al forțelor lui Mourão Filho

Articulațiile loviturii de stat luau în calcul ipoteza rezistenței și a luptei. Majoritatea conspiratorilor se așteptau la rezistență, după cum generalul Muricy a prezis durata de o lună, alții, până la șase luni, și doar generalul Golbery a prezis că guvernul va cădea ca un castel de cărți de joc. Pentru el, cel mai sângeros proces urma să aibă loc în Rio de Janeiro și Rio Grande do Sul. Conspiratorii din nord-est se așteptau la o rezistență locală. O sursă din Belo Horizonte a informat CIA că mișcarea va fi sângeroasă și nu se va încheia rapid.{{Sfn|CIA, 30 de março de|1964}
Mourão Filho se aștepta la cel puțin patru luni. În cazul în care Minas Gerais nu reușea să avanseze împotriva Rio de Janeiro, el se putea retrage aplicând tactica pământului pârjolit în sudul Bahia, unde, cu sprijinul ofițerilor din Regiunea a 6-a militară și al forțelor civile rurale, ar fi rezistat avansului loialiștilor spre nord-est. Magalhães Pinto se aștepta la 10 zile[236], dar Minas Gerais s-a pregătit pentru până la trei luni de lupte, distribuind arme și uniforme voluntarilor, organizând medici și asistente medicale și adunând rezerve de alimente. În São Paulo au existat de asemenea pregătiri, cum ar fi deschiderea voluntariatului și primirea de medicamente. În Guanabara, populația, anticipând războiul civil, a cumpărat alimente.

### Nivelul de violență care a avut loc
Criza a fost încheiată prin arme și un potențial, dar nerealizat, conflict armat. După cum se relatează în Os idos de março e a queda em abril, publicat la scurt timp după lovitura de stat, frontul din Minas Gerais avea totul pentru a deveni un război civil, iar „trupele adverse s-au confruntat fizic, și-au încărcat armele și erau gata să tragă primul foc de armă”, dar nu a existat nicio luptă. Doar atunci când a fost cucerit cartierul general al artileriei de coastă, la Rio de Janeiro, a avut loc un scurt schimb de focuri și o luptă între soldați, cu câte un rănit de fiecare parte, iar acesta a fost cel mai izbitor episod de violență de război din oraș.
„Viteza evenimentelor a fost atât de uluitoare încât forțele de apărare ale guvernului federal păreau că nici nu există”. Chiar și în condițiile caracterului de cacealma al mișcării, întrucât liderii loviturii de stat nu aveau la început supremația forței militare, majoritatea militarilor cu profil loialist sau profesionist au sfârșit prin a se alătura loviturii de stat sau prin a nu opune rezistență. Președintele a căzut prin „dezertări în lanț, o adeziune în masă a ofițerilor de rang mediu și renunțarea la rezistență din partea ofițerilor de rang inferior și a soldaților recalcitranți.”.
Deși succesul obținut a fost o surpriză, adeziunile făceau parte din strategie. Ca răspuns la ofensiva din São Paulo și Minas Gerais, înaltul comandament loialist a mutat comandanții de trupe în interiorul Rio de Janeiro, unde se aflau mai departe de influența sa. Pe frontul din Minas Gerais, generalul Muricy s-a bazat pe fluiditatea politică a momentului pentru a-și depăși slăbiciunea materială.
O mare parte a înlăturării președintelui a fost decisă prin telefon. Absența războiului și numărul redus de morți în rândul civililor au dat naștere la teza că a avut loc un „război telefonic” aseptic, urmând tradiția conform căreia schimbările de regim național, cum ar fi Independența Braziliei și Proclamarea Republicii, nu sunt violente. Pe de altă parte, au avut loc multe acte arbitrare, cum ar fi arestările fără mandat, tortura și interogatoriile violente. Mișcarea sindicală a fost o țintă preferată.
Elio Gaspari a contabilizat 20 de morți în 1964, dintre care șapte în timpul loviturii de stat, toți civili: trei la Rio de Janeiro, doi la Recife și doi la Governador Valadares, Minas Gerais; pentru standardul latino-american, numărul era scăzut, dar pentru cel brazilian, era mediu. Torturarea liderului comunist din Pernambuco, Gregório Bezerra, la 2 aprilie, a fost de notorietate, iar noul regim și-a început mandatul prin tortură. Mii de persoane au fost arestate în săptămânile de după lovitura de stat; planurile de arestări imediate au fost executate, ca în São Paulo și în „Operațiunea Cage” din Minas Gerais. În Guanabara, violențele au fost conduse de Poliția Militară și Civilă și de paramilitari, fiind mai puternice după plecarea președintelui.

### Motive pentru durata scurtă a loviturii de stat

#### Lipsa de acțiune
Președintele a avut mai multe ocazii de a se confrunta cu trupele rebele. Cele mai bune șanse le-a avut în cele douăsprezece ore dintre izbucnirea mișcării în Minas Gerais și publicitatea deschisă a acesteia de la ora 17:00. În această perioadă, aparatul militar al guvernului exista din inerție, Mourão Filho nu primise niciun sprijin relevant din partea trupelor și nu ar fi putut face față forțelor din prima linie a frontului din Rio de Janeiro și São Paulo. Chiar și livrarea de arme, muniții și combustibil de către americani către rebeli ar fi durat câteva zile, iar rebeliunea din Minas Gerais ar fi putut fi înfrântă în primele 24 de ore.
Comandanții așteptau ordinele președintelui, dar acestea nu au venit, iar vulnerabilitatea guvernului a devenit vizibilă. Unioniștii și sergenții erau și ei în așteptare. Colonelul-aviator Rui Moreira Lima, comandantul bazei aeriene din Santa Cruz, a făcut un zbor de recunoaștere deasupra coloanei Minas Gerais pe 1 și a lăsat patru avioane F-8 (Gloster Meteor) pregătite pentru un atac, care ar fi putut întrerupe ofensiva. Cu toate acestea, nu a primit niciun ordin. Generalul Luís Tavares da Cunha Melo, trimis împotriva coloanei Minas Gerais cu forțe superioare, era dispus să avanseze spre Juiz de Fora, dar a primit doar ordine defensive.
În Porto Alegre, pe 2 aprilie, cu o rezistență încă posibilă, dar deja sortită înfrângerii, Goulart s-a opus vărsării de sânge în apărarea mandatului său și a părăsit orașul. Inacțiunea în ordonarea ofensivei a fost fundamentală pentru căderea sa. Pentru Elio Gaspari, președintele ar fi trebuit nu doar să folosească aparatul militar, ci și să se radicalizeze, mobilizând sergenți și sindicaliști și atacând Congresul și guvernatorii din Guanabara, Minas Gerais și São Paulo. Cu toate acestea, pentru el, atribuirea înfrângerii lui Goulart era un „acord istoriografic între învingători și învinși”, deoarece și aliații săi au acționat pasiv.
În rândul oficialilor guvernamentali, factorii unificatori au făcut ca unitatea militară să fie mai importantă decât loialitatea față de președinte. Aparatul militar al guvernului a fost prins într-un moment de slăbiciune: ministrul de război Jair Dantas Ribeiro, al cărui respect în rândul oficialilor ar fi putut îngreuna lovitura de stat, a fost spitalizat.Politica de numire a avut multe erori, lăsând ofițeri conspiratori la comandă, informațiile nu au fost folosite în mod corespunzător, iar îndoctrinarea ideologică a conspiratorilor a fost ignorată: Doctrina Războiului Revoluționar a fost diseminată prin canale oficiale în publicații, cursuri și prelegeri, în timp ce Statul Major al Armatei și școlile militare au fost folosite ca „arhivă” pentru ofițerii de dreapta. Ideile ESG erau larg răspândite printre ofițeri, sentimentul anticomunist era larg răspândit, iar radicalizarea stângii a avut un efect unificator. Revoltele ofițerilor de rang inferior i-au convins chiar și pe ofițerii reformiști că instituția militară, cu încurajarea președintelui, se dezintegra.

#### Calculele președintelui
Atitudinea de a nu lupta a fost interpretată ca lașitate sau prudență. Goulart a avut câteva considerații. El a înțeles forța loviturii de stat și coaliția internă largă și știa că va avea ca inamic Statele Unite. În dimineața zilei de 1 aprilie, el a fost informat de San Tiago Dantas că va fi recunoscut un guvern alternativ de opoziție și era conștient de sprijinul militar american. În plus, atât el, cât și aliații săi au calculat probabil că va exista în curând un nou guvern civil, la fel ca în cazul intervențiilor militare anterioare din 1945, 1954, 1955 și 1961, neimaginându-se o dictatură prelungită. Astfel, la fel ca Vargas, Jango ar fi putut aștepta la São Borja până la șansa de a reveni în politică. Există teza că ultimele sale atitudini în guvern au fost o „sinucidere fără vărsare de sânge”.
Negocierile cu rebelii din Minas Gerais au fost propuse de San Tiago Dantas într-o convorbire telefonică cu Afonso Arinos. Cu toate acestea, Magalhães Pinto ar fi fost de acord să discute cu Jango doar dacă amândoi își dădeau demisia. Președintele a primit câteva soluții politice. Peri Constant Bevilacqua, șeful Statului Major al Forțelor Armate, s-a oferit ca mediator în condițiile în care președintele urma „să interzică greva generală anunțată de muncitori, să intervină în sindicate, să guverneze cu partidele și nu cu CGT, bazându-se pe forțele armate”. Juscelino Kubitschek a sugerat „înlocuirea ministerului cu un alt minister cu un pronunțat caracter conservator, lansarea unui manifest de repudiere a comunismului, pedepsirea marinarilor și alte inițiative cu același conținut”. Amaury Kruel a oferit Armata a doua în schimbul „închiderii CGT, UNE și a altor organizații populare, intervenției în sindicate și îndepărtării asistenților președintelui Republicii identificați ca fiind comuniști”. Jair Dantas Ribeiro a făcut o propunere similară cu cea a lui Kruel pe 1 aprilie.
Jango a considerat că ar avea și mai puține puteri decât în sistemul parlamentar și a refuzat: „Chiar dacă aș ceda apelurilor lui Kruel și aș reuși să rămân la președinție, aș fi un om sub tutela generalilor, împiedicat să fac reforme și, mai grav, complice la represiunea sindicatelor și a stângii (...) Mai bine aș cădea”.

## Operațiunile militare și exilul președintelui

### Sud-est

#### 31 martie
În Juiz de Fora, la 31 martie, la ora 5:00 dimineața, Mourão Filho a dat mai multe telefoane prin care a anunțat rebeliunea. Emisari din Minas au reușit să se alăture garnizoanei din Espírito Santo. Castelo Branco a considerat că mișcarea era prematură și a dorit ca liderii din Minas Gerais să dea înapoi, dar era prea târziu. Prima desfășurare a ofensivei a fost Compania a 2-a a Regimentului 10 de infanterie (RI), trimisă la ora 09:00-10:00 pentru a ocupa podul peste râul Paraibuna, la granița cu Rio de Janeiro.
În jurul orei 09:00, Carlos Lacerda a pus Poliția Militară să apere Palatul Guanabara. Castelo Branco s-a dus să lucreze la EME, la Palatul Duque de Caxias, sediul Ministerului de Război. A participat și Costa e Silva. Loialiștii au înconjurat Palatul, iar generalul Armando de Moraes Ancora, comandantul Armatei I, a avut ordinul de a-l aresta pe Castelo. Cu toate acestea, orele au trecut, întăririle loialiste au plecat, liderii loviturii de stat au părăsit clădirea fără să deranjeze și abia la ora 18:00 Ancora a dat ordinul, când biroul era deja gol. Astfel, guvernul a ratat ocazia de a-i aresta pe Castelo Branco și Costa e Silva, care s-au ascuns în oraș.
Mourão Filho a delegat comanda forțelor sale de pe frontul din Rio de Janeiro, Detașamentul Tiradentes, generalului Muricy. Era o formațiune mixtă a Armatei și PMMG cu 2.714 oameni, mai mult de jumătate recruți slab instruiți, și cu muniție pentru câteva ore. Reacția legalistă puternică a fost delegată generalului Cunha Melo, cu Diviziile 1, 2 și 3 de infanterie, de la Vila Militar și São Gonçalo, acesta fiind încrezător de succesul acțiunii. La plecarea lor, la sfârșitul după-amiezii, Batalionul 1 de Caçadores (BC), din Petrópolis, a mers înainte ca prim element loialist. Mourão și-a lansat manifestul către presă la ora 17:00. În acel moment, întreaga companie a 10-a RI se afla deja pe un cap de pod în orașul Monte Serrat din Rio de Janeiro. De la cel puțin ora 18:00, batalionul 1 BC, condus de locotenent-colonelul Kerensky Túlio Motta, a ocupat poziții în fața trupelor din Minas Gerais. Kerensky era un loialist, dar două dintre plutoanele sale s-au alăturat rebelilor în jurul miezului nopții și a fost nevoit să se retragă.
Armata a doua a rămas nehotărâtă. Generalul Kruel, un prieten personal al lui Goulart, avea ca prioritate să forțeze guvernul să nu-l îndepărteze pe președinte. Când cererile sale au fost refuzate, el s-a alăturat loviturii de stat de la miezul nopții și a ordonat o ofensivă prin valea Paraíba. Dacă se hotăra să rămână fidel lui Jango, unii dintre subordonații săi erau deja pregătiți să-i detroneze comanda și să-l aresteze. Un alt subordonat, generalul loialist Euryale de Jesus Zerbini, a reținut regimentele din São Paulo în valea Paraíba, obstrucționând ofensiva. Guvernul federal a promis că îl va întări cu Gruparea Unităților Școlare (GUE).
La Palatul Guanabara, era multă îngrijorare după ora 21-22:00, de teama unei invazii a pușcașilor marini ai amiralului loialist Cândido Aragão. Un convoi a trecut pe acolo, dar pușcașii marini au întărit doar garda președintelui la Palatul Laranjeiras, la câteva străzi de Guanabara. Numeroși voluntari s-au adunat la palat pentru a-l apăra pe Carlos Lacerda, iar drumurile erau blocate cu camioane de gunoi, dar apărătorii ar fi fost într-un dezavantaj covârșitor în fața unui atac al pușcașilor marini. Aragão a vrut să atace, dar nu avea ordine din partea președintelui.

#### 1 aprilie
La ora 2:00 dimineața pe 1 aprilie, generalul Âncora i-a ordonat lui Aragão să nu îl atace pe Lacerda. Totuși, guvernatorul a mai primit câteva alarme false de invazie pe parcursul zilei și l-a chemat pe amiral prin radio. În valea Paraíba, regimentele din São Paulo au respins autoritatea lui Zerbini și au acceptat-o pe cea a lui Kruel în zori, pornind în drum spre Rio de Janeiro, în timp ce la Academia Militară din Agulhas Negras (AMAN), la jumătatea drumului, generalul Emílio Garrastazu Médici s-a alăturat cauzei lui Costa e Silva și Kruel.
În zorii zilei, garnizoana din Rio de Janeiro a rămas loială. Doar la Urca, Școala de Comandament și Stat Major al Armatei (ECEME), revoltată încă din dimineața zilei de 31, a extins rebeliunea la școlile învecinate. ECEME a urmat ordinele lui Castelo Branco și a avut un rol de coordonare. Fortul Copacabana s-a alăturat cauzei la ora 07:00, iar cartierul general vecin al Artileriei Costa a fost luat cu forța de 21 de ofițeri după prânz.
Pe șoseaua União e Indústria, RI 1 (Regimentul Sampaio), avangarda lui Cunha Melo, trebuia să își fortifice pozițiile în Três Rios, dar a mers mai departe și s-a alăturat Detașamentului Tiradentes la ora 05:00 dimineața. Întărit de adeziuni, Muricy a avansat și la ora 11:00 forțele opuse lui Cunha Melo, din al 2-lea RI, au fost văzute în poziții defensive în fața Arealului. Pe Via Dutra, generalul Médici a fortificat dimineața pozițiile cadeților AMAN între Resende și Barra Mansa ca o barieră psihologică pentru trupele de elită ale GUE-urilor, care veneau dinspre Guanabara sub comanda generalului loialist Anfrísio da Rocha Lima. Între orele 11:30 și 13:00 au sosit unități din São Paulo, care au fost întâmpinate la Resende, precum și loialiste, care au rămas de cealaltă parte a liniei frontului.
În jurul orei 9:00 AM, Goulart a comunicat Palatului Planalto că va continua spre Brasília. Pe lângă impactul pe care îl avea adeziunea la cauză a Regimentului Sampaio și a Armatei a II-a și avertismentul lui San Tiago Dantas cu privire la Statele Unite[270], Goulart ar fi fost arestat dacă ar fi rămas în oraș. Generalul Âncora îi recomandase plecarea: pușcașii marini ai amiralului Aragão fuseseră blocați de amiralitate, iar forțele loiale rămase, Poliția Armatei și Batalionul Gărzii Prezidențiale (BGP), nu ar fi putut face față celorlalte unități. Avionul prezidențial a decolat la ora 12:45. Ofițerii loiali nu au fost informați. Plecarea a fost văzută ca o evadare și a precipitat dizolvarea aparatului militar din Rio de Janeiro.
Plutonul de tancuri însărcinat cu apărarea Palatului Laranjeiras a fost împărțit, o parte a mers la Palatul Guanabara, iar cealaltă la ECEME. Generalul Âncora a fost informat de Assis Brasil că Jango nu dorea o confruntare militară. Când a primit un telefon de la Costa e Silva la ora 13:30, a fost de acord să negocieze cu Kruel la AMAN. La ora 15:00, Armata I a cerut încetarea rezistenței. Cunha Melo a negociat trecerea fără rezistență a Detașamentului Tiradentes. La Resende, la ora 18:00, Kruel s-a întâlnit cu Âncora, care a recunoscut înfrângerea Armatei I. În timp ce se afla la AMAN, la ora 17:00, Costa e Silva a intrat în Palatul Duque de Caxias și s-a numit pe sine ministru de război; ministrul interimar era Âncora. Conspiratorii loviturii de stat au preluat, de asemenea, controlul Marinei și a Forțelor Aeriene. Detașamentul Tiradentes a intrat în Guanabara pe data de 2 aprilie.

### Centru-Vest
În Mato Grosso, Divizia a 4-a de cavalerie și Regiunea militară 9, subordonată Armatei a 2-a, s-au alăturat pe 31 martie. Colonelul Carlos de Meira Mattos, comandantul Diviziei a 16-a BC, din Cuiabá, a avansat spre Brasília pe 31 și, în după-amiaza zilei de 1 aprilie, una dintre coloanele sale fusese deja transportată pe calea aerului la Jataí, în sudul statului Goiás. Al 10-lea regiment BC, din Goiânia, a fost convins să nu obstrucționeze trecerea. Între timp, generalul Nicolau Fico, de la Comandamentul Militar din Brasília și de la Regiunea 11 militară, a trimis dimineața o companie din BGP pentru a apăra granița Goiás cu Minas Gerais. Ca răspuns, Batalionul 10 al PMMG a mers de la Montes Claros la Paracatu, pe partea Minas Gerais a graniței. După aflarea veștii despre sfârșitul rezistenței în Armata I, compania BGP s-a retras.
Goulart a ajuns la Brasilia la ora 15:00 sau 16:30 după-amiaza. Aliații săi au dezbătut dacă ar trebui să rămână în capitală și să opună rezistență sau să continue spre Rio Grande do Sul. Brasília avea avantajul unic de a oferi legitimitatea sediului puterii. Acolo Goulart era izolat, departe de sprijinul popular și amenințat de forțe din afara Districtului Federal. Generalul Fico a jurat credință, dar forțele sale erau minime, iar mulți dintre ofițerii săi respingeau deja autoritatea președintelui. După ora 16:00, Armata a III-a a fost informată de decizia lui Goulart de a se îndrepta spre Porto Alegre, unde încă mai spera să aibă sprijin. Din cauza temerii că avionul prezidențial ar putea fi interceptat de Forțele Aeriene braziliene, călătoria trebuia să se facă cu un Coronado, dar avionul a avut o defecțiune, călătoria a fost amânată și s-a făcut cu un avion mai mic. A decolat în jurul orei 23:30.
Darcy Ribeiro, șeful cabinetului civil, a rămas în oraș pentru a menține guvernul până la acțiunea Armatei a III-a. Guvernul a contat pe cooperarea generalului Fico, care trebuia să lase Congresul sub supravegherea poliției și să nu-l protejeze cu armata. Auro de Moura Andrade, președinte al Senatului și deja rupt de guvern, dorea exact contrariul și se temea de invadarea Congresului de către miliția adunată de Darcy Ribeiro la Teatro Experimental. Generalul Fico i-a luat partea și, ascultându-l pe Costa e Silva, noul ministru de război, a poziționat armata pe Esplanada Ministerelor. Congresul reunit a declarat vacantă președinția Republicii în zori. În ziua de 2, Forțele Armate loiale lui Costa e Silva dețineau controlul deplin. Colonelul Meira Mattos a sosit pe calea aerului, iar Detașamentul Caicó, o forță mixtă a Armatei și a PMMG, a sosit pe cale rutieră.

### Nord și Nord-Est
Armata a 4-a a generalului Justino și-a publicat manifestul pentru aderarea la lovitura de stat la ora 09:00 în ziua de 1 aprilie. Conform generalului, „nimeni nu se putea opune armelor Armatei a 4-a”. Înainte de a-și face publică adeziunea, el interzisese deja demonstrațiile, ocupase punctele sensibile și începuse deplasările din Paraíba și Alagoas în Pernambuco, ocupând Vitória do Santo Antão, Caruaru, Palmares, Catende și Goiana și traversând statul de la nord la sud. Ținta era guvernatorul Miguel Arraes, înconjurat în Palatul Prințeselor de garnizoana locală. Garda Poliției Militare a fost trimisă la plimbare, iar după ora 15:00, guvernatorul a fost arestat. Colonelul Hangho Trench, comandantul Poliției Militare din Pernambuco și loial lui Arraes, a vrut să își instaleze cartierul general în cazarma de la Derby, dar a fost arestat de armată. În interior, au existat reacții ale Ligilor țărănești, ca în Vitória do Santo Antão și Caruaru. Seixas Dória, guvernatorul Sergipe, a fost destituit și întemnițat ca și Arraes.
Comandamentul militar al Amazonului s-a alăturat în jurul orei 15:00 pe 1 aprilie.

## Reacții

### Pozițiile guvernatorilor
Guvernatorii de stat erau relevanți pentru conferirea legitimității civile și comanda Poliției Militare.
La ora 2:00 dimineața pe 1, Ademar de Barros (PSP), guvernatorul São Paulo, a anunțat că șase state se răzvrăteau deja împotriva guvernului federal: São Paulo, Guanabara condus de Carlos Lacerda (UDN), Minas Gerais condus de Magalhães Pinto (UDN), Paraná condus de Ney Braga (PDC), Goiás condus de Mauro Borges (PSD) și Mato Grosso condus de Fernando Correia da Costa (UDN). Din aceștia șase, cel puțin Ademar, Lacerda și Magalhães erau conspiratori. Ademar era politic instabil, reticent în a risca înfrângerea militară, și a refuzat să înceapă lovitura de stat în statul său, citând exemplul Revoluției Constituționaliste. Adeziunea sa a avut loc în noaptea de 31 martie. Francisco Lacerda de Aguiar (PSD), din Espírito Santo, și-a aranjat participarea cu Minas Gerais în martie și a confirmat-o la ora 9:00 pe 31 martie. Ney Braga era un conspirator, la fel ca și Ildo Meneghetti (PSD), din Rio Grande do Sul, și Luís de Sousa Cavalcanti (UDN), din Alagoas.
Aluízio Alves (PSD), din Rio Grande do Norte, Petrônio Portella, din Piauí, și Lomanto Júnior (PL), din Bahia, s-au declarat inițial în favoarea guvernului federal și mai târziu s-au retras. Unii soldați entuziasmați au vrut să-i răstoarne pe Lomanto Júnior și Virgílio Távora (UDN), din Ceará, dar Armata a Patra nu a permis acest lucru. Pedro Gondim (PSD), din Paraíba, s-a alăturat cauzei sub presiunea armatei. Plínio Coelho (PTB), din Amazonas, și Aurélio do Carmo (PSD), din Pará, se aflau în Guanabara în timpul loviturii de stat și l-au susținut pe președinte. După lovitura de stat, s-au întors, dar și-au pierdut mandatele. Badger da Silveira (PTB), din Rio de Janeiro, și José Augusto de Araújo (PTB), din Acre, au fost înlăturați și ei după lovitura de stat. Miguel Arraes și Seixas Dória au fost ținte încă de la începutul loviturii de stat. Mauro Borges, în ciuda sprijinului său pentru lovitura de stat, a fost înlăturat în noiembrie 1964 prin intervenția federală a lui Castelo Branco.

### Greve și demonstrații
UNE (Uniunea Națională a Studenților) a apărat greva generală și unii studenți așteptau armele. Cu toate acestea, printre studenți în general, unele sectoare au susținut lovitura de stat, reflectând sentimentul clasei de mijloc. CGT (Confederația Generală a Muncitorilor) a cerut, de asemenea, o grevă generală, dar a fost perturbată de arestarea liderilor sindicali de către DOPS (Departamentul de Ordine Politică și Socială) al lui Carlos Lacerda, încă în ziua de 30 martie. În Guanabara, ofensiva poliției a continuat și în ziua următoare. La clădirea IAPTEC, raidul poliției împotriva liderilor a fost întrerupt de protecția acordată de a Treia Zonă Aeriană și marinari. Porturile Central și Leopoldina au fost închise, tramvaiele și trenurile au fost oprite. De paralizia transportului au beneficiat liderii lovituri de stat, deoarece a împiedicat mobilizarea funcționarilor guvernamentali către centrul orașului. Goulart s-a opus grevei generale.
La Companhia Siderúrgica Nacional⁠(d), în Volta Redonda, conducerea și Armata au desființat cu ușurință greva. În Baixada Santista⁠(d), a fost închis portul și a fost oprită industria din Santos, rafinăria Cubatão și Companhia Siderúrgica Paulista, dar Armata a ocupat rafinăria în noaptea de 31 martie. În regiunea ABC a São Paulo-ului, amenințarea unei greve a fost reprimată. Tramvaiele din Porto Alegre au fost oprite, iar în Santa Maria, sindicatul muncitorilor de cale ferată a intrat în grevă, dar liderii lor au fost arestați. O grevă timpurie la portul Recife a fost reprimată de Marină. Zona industrială Rio Tinto, din Paraíba, a fost paralizată. În Bahia, a avut loc o grevă la rafinăria Mataripe.
Pentru Edmar Morel, greva a împiedicat mișcarea loialistă din Rio de Janeiro, dar nu a afectat São Paulo și Minas Gerais și a fost opera unei a cincea coloane. Mai mulți autori pun la îndoială implementarea efectivă a acesteia. Cu toate acestea, deși nu a fost suficientă pentru a păstra mandatul președintelui, dimensiunea sa a fost națională.
În Porto Alegre, a doua Campanie a Legalității inițiată de Brizola a găsit sprijin popular, iar o mulțime a participat la un miting organizat de primarul Sereno Chaise. Cu toate acestea, Brizola nu avea baza socială largă a primei Campanii, nici sprijinul în cadrul instituțiilor; pe 3 aprilie, aceasta s-a încheiat, iar liderii săi au plecat în exil. Ca parte a noii Campanii, Brizola a recurs la discursuri radiofonice într-un nou Lanț al Legalității. Strategia canalului de radio a fost folosită și de inamicii săi, care au difuzat Lanțuri ale Libertății, în Minas Gerais, și Verde e Amarela, în São Paulo. În întreaga țară, militarii au dispersat mai multe demonstrații împotriva loviturii de stat, cum ar fi în Cinelândia⁠(d), în Rio de Janeiro, în Recife și pe Avenida W3 Sul, în Brasília. Susținătorii lui Brizola au ocupat primăriile din Porto Alegre, Bagé și Uruguaiana. Au existat și demonstrații favorabile. Marșurile Familiei au continuat până în iunie, acum cu o nuanță de sărăbătoare. Marșul Victoriei din Rio de Janeiro a fost cel mai mare al anului.

### Repercusiuni internaționale
Guvernul american a recunoscut învestirea lui Ranieri Mazzilli în noaptea de 2 aprilie, ceea ce a fost o sursă de perplexitate internă și internațională din cauza precocității actului. Departamentul de Stat și Itamaraty au lucrat pentru a obține recunoașterea internațională pentru noul guvern brazilian. Aceasta a fost realizată rapid în cea mai mare parte a Americii Latine, în timp ce guvernele europene au pus la îndoială versiunea americană, dar au considerat că problema nu le aparține.
În presa americană, revista Time a salutat „revoluția”, la fel și New York Times, deși a arătat și caracterul autoritar. În străinătate, de asemenea, au existat condamnări; în Italia, circula opinia conform căreia Goulart era un reformist de centru-stânga răsturnat cu ajutorul Statelor Unite. În Franța, poziționarea ziarelor a deranjat Itamaraty: pentru corespondenții de la Le Monde și Le Figaro, ceea ce s-a întâmplat a fost o „reacție a dreptei împotriva progreselor sociale propuse de stânga”, iar eticheta comunistă era aplicată generic opozanților.

## Tranziția regimului
În primele ore ale zilei de 2 aprilie, într-o scurtă ședință a Congresului, președintele Senatului, Auro de Moura Andrade, a declarat postul lui Goulart vacant. Această vacantare nu a fost supusă votului, ci doar comunicată. Acest gest nu a avut suport constituțional. Modalitățile legale de destituire a unui președinte erau demiterea, demisia și vacantarea în cazul în care președintele părăsea țara, niciuna dintre acestea neavând loc. Goulart se afla într-un zbor din Brasília către Porto Alegre, iar Congresul a fost informat despre prezența sa pe teritoriul Braziliei printr-o scrisoare citită în ședință. La 03:45, Ranieri Mazzilli, președintele Camerei Deputaților și următorul în linia de succesiune, a fost învestit în funcția de președinte al Braziliei. Dacă Goulart ar fi reinstalat administrația sa în Porto Alegre, ar fi existat un guvern dual în țară, dar el a ajuns în exil pe 4 aprilie.
Atitudinea Congresului a legitimat lovitura de stat, iar sistemul judiciar și-a dat aprobarea pentru apariția președintelui STF la învestire. Presa favorabilă loviturii de stat, ignorând circumstanțele vacantării, a lăudat constituționalitatea liniei de succesiune: învestirea lui Mazzilli urmată de alegerile indirecte ale unui președinte pentru a încheia mandatul lui Goulart. Cu toate acestea, puterea de facto era în mâinile Comandamentului Suprem al Revoluției, compus din generalul Costa e Silva, amiralul Augusto Rademaker Grünewald și generalul de brigadă Francisco de Assis Correia de Melo.
În timp ce „împărțirea prăzii militare” avea loc, cu dispute confuze privind nominalizările pentru comandă, Castelo Branco a ieșit în evidență ca fiind probabilul următor președinte, deși i s-a opus Costa e Silva. Actul Instituțional din 9 aprilie a anticipat alegerile. Castelo Branco, preferat între oficiali, guvernatori și partide, a preluat funcția la 15 aprilie și Comandamentul Suprem și-a încheiat activitatea. AI-1 a clarificat că „revoluția” putea dizolva Congresul și aboli Constituția, dar a ales să le mențină cu anumite condiții.
În zilele de după lovitura de stat, au fost făcute mii de arestări, afectând liderii unor sindicate importante, CGT-ul, Ligile Țărănești și Acțiunea Populară. Sediul UNE a fost ocupat și apoi incendiat. A avut loc intervenția în universități. AI-1 a definit apoi liniile directoare pentru o purificare efectuată în primii ani ai dictaturii, în principal în 1964. Țintele sale au fost „subversiunea și corupția”, dar eradicarea corupției părea imposibilă pentru guvern. S-a intervenit asupra a 70% dintre sindicatele cu peste 1.000 de membri. Listele și anchetele au vizat politicieni, în special cei legați de președintele demis, 1.530 de funcționari civili și 1.228 de militari, inclusiv 24 dintre cei 91 de generali. Pentru a asigura coeziunea Forțelor Armate, „purificarea” a ajuns și la nivelurile inferioare.
Clasa politică braziliană nu se aștepta la o dictatură prelungită, dar aceasta s-a instituționalizat în guvernarea lui Castelo Branco și o succesiune de președinți-militari a continuat până la redemocratizare și Noua Republică din 1985. Sectoarele militare și civile au înființat un nou sistem politic cu caracter autoritar și un cadru legal propriu, ambiție de dezvoltare și sisteme de informare, cenzură și represiune politică. „Noile izbucniri revoluționare” sau „reactivările revoluției”, cu impunerea unor noi reguli în jocul politic, cum ar fi Actele Instituționale, s-au produs de mai multe ori și posibilitatea apariției lor a rămas deschisă până la sfârșitul perioadei.

## Efectele asupra dictaturii
Efectele asupra dictaturii care a urmat au fost complexe și au implicat toți cei cinci președinți care au condus în acea perioadă și care au avut o anumită participare în lovitura de stat. În afară de rolurile jucate de Castelo Branco (1964–1967), Costa e Silva (1967–1969) și Médici (1969–1974), Ernesto Geisel (1974–1979) a fost împreună cu Castelo Branco la EME și mai târziu la sediul său, în timp ce João Figueiredo⁠(d) (1979–1985) a fost la ECEME și a furnizat ofițerii utilizați în preluarea sediului artileriei de coastă. Toți cei cinci s-au declarat moștenitorii „Revoluției din 1964”. Mulți alți ofițeri și-au scris memoriile lăudându-și propriul rol în lovitura de stat, chiar și cei care s-au alăturat doar atunci când rezultatul era deja clar sau au acționat reactiv în loc să acționeze activ.
Nu exista un proiect de stat precis printre liderii loviturii de stat, cu excepția avangardei și aliaților lor civili. Încă de la început, au apărut fisuri în coaliția care l-a înlăturat pe Jango. Participanții săi variau de la opoziția față de autoritarismul regimului nou până la insistența „liniei dure” că purificarea ar trebui să meargă mai adânc. Avangarda a pierdut teren odată cu învestirea lui Costa e Silva și ascensiunea ofițerilor duri, dar obiectivele ESG nu au fost înfrânte.
Printre protagoniștii loviturii de stat, nu toți au avut destinații foarte fructuoase. Încă de la început, liderii loviturii de stat din Minas Gerais au fost marginalizați de cei din Rio de Janeiro și São Paulo. Magalhães Pinto și-a văzut ambiția de a deveni președinte în 1965 înlăturată, în timp ce Mourão Filho a fost numit la Curtea Militară Superioară, unde nu a avut relevanță politică. În São Paulo, Ademar de Barros și Kruel, aliați cu Justino, au participat la un plan eșuat de contralovitură împotriva lui Castelo Branco. Carlos Lacerda s-a alăturat foștilor săi inamici, JK și Goulart, în Frontul Larg împotriva dictaturii și, în cele din urmă, a fost destituit.
Paradigma reformelor de bază a fost înlocuită de cea a „modernizării conservatoare”. A avut loc o transformare radicală în economie, o creștere a concentrării veniturilor, miracolul economic din perioada 1968-1973 și criza economică gravă din anii 1980. În politica agrară, au fost propuse măsuri care au fost puternic criticate de marii proprietari de pământ, dar ceea ce s-a consolidat a fost menținerea concentrării pământului. Politica economică a reflectat predominanța asociaților IPES în ministerele de finanțe și planificare, idealul DSN al Braziliei ca o mare putere, dezbaterea de dinaintea loviturii de stat între economiștii structuraliști și liberali și nevoile politice ale momentului - „legitimarea pentru eficacitate”. Marea expansiune a sectorului public în această perioadă a fost considerată o trădare a idealurilor din 1964 de către unii oameni de afaceri.
Noul regim a fost marcat de naționalismul militar, inclusiv conceptul de naționalism al ESG și DSN. Gândirea economică și geopolitică a ESG era contrară celei a militarilor autointitulați naționaliști din timpul Celei de-a Patra Republici; acești soldați, la rândul lor, numeau avangarda „entreguistas”. În guvernul lui Geisel, naționalismul și entreguismo erau termeni controversați în disputele din cadrul blocului de putere al dictaturii.
Relațiile Braziliei cu Statele Unite au fost controversate printre militari încă din anii 1950. În 1962, Lincoln Gordon a remarcat că militarii brazilieni erau favorabili SUA. Castelo Branco a aliniat țara cu dorințele Washingtonului și a fost reciproc recompensat cu un sprijin american considerabil. Pe durata mandatului său, a existat, de asemenea, deschidere către capitalul internațional. Ulterior, relațiile bilaterale s-au răcit pe parcursul întregii dictaturi, ajungând la o perioadă de criză în timpul guvernării lui Geisel. Relația lui Castelo Branco cu SUA a fost criticată de oficialii liniei dure, printre care exista o anumită cantitate de antiamericanism. Cu blocul socialist, relațiile cu Cuba au fost rapid rupte, dar relațiile cu Uniunea Sovietică, reînființate de Jango, au continuat. În ciuda dominanței americane, dictatura a cultivat, de asemenea, relații economice cu sovieticii.
În stânga radicală, instaurarea dictaturii a fost văzută ca o confirmare a criticii asupra ideii de etape a PCB-ului. Astfel, a fost importantă pentru începutul luptei armate. Cu toate acestea, nu există o cauzalitate pură, deoarece ideea luptei armate era deja discutată înainte de lovitură de stat, așa cum demonstrează proiectul de gherilă legat de Ligile Țărănești, și este posibil ca o anumită mișcare să fi apărut și fără dictatură.